# 東京農業大学
東京農業大学（とうきょうのうぎょうだいがく、英語: Tokyo University of Agriculture）は、東京都世田谷区桜丘一丁目1番1号に本部を置く日本の私立大学。1891年創立、1925年大学設置。大学の略称は農大（のうだい）、TUA。日本最古の私立農学校で、食農学や生命科学など生物学を強みとする、国内唯一の農学系総合大学である。

## 概説

### 大学全体
1891年に榎本武揚が設立した育英黌農業科（後に東京農学校）を起源とし、「農学（広義）」における大半の領域を、農林水産学・生命科学・食品科学に関する6学部23学科から多角的に扱う。2017年までは農学を専門に扱う日本唯一の大学であった。

#### 扱う学問領域「農学（広義）」
※便宜上の区分であり、横断することあり
- 農林水産学

農学（狭義）、林学、水産学、農芸化学、農業土木学、農政学、国際農業開発学、生物・生態学、環境科学、造園学など
- 生命科学

遺伝学、分子生物学、微生物学、化粧品学など
- 食品科学

醸造学、食品安全学、栄養学、食品経済学など
法人本部がある世田谷キャンパスには、農学（狭義）と水産学を除く農林関係の学部、生命科学、食品科学の学部が置かれている。そして厚木キャンパスには農学（狭義）を扱う農学部が、北海道オホーツクキャンパスには水産学のほか、寒冷地における「農学（広義）」を取扱う学部が置かれている。
第二次世界大戦前、日本で農学部を有した大学は、東京帝国大学、北海道帝国大学、京都帝国大学、九州帝国大学、東京農業大学の5校のみであり、長い歴史を有する。農学の教育を行う高等教育機関（専門学校を含む）として国内で3番目に長い歴史を持ち、私立としては最古の歴史を持っている。
また食品業界への就職率が高いことでも知られ、2022年において食品著名400社への業種別実就職率は、私立大学1位である。全体では東京海洋大学、石川県立大学に続き第3位（4位以降は一橋大学、慶應義塾大学、京都大学、東京農工大学と続く）で、食品業界に多数の卒業生を輩出している。
前述の通り、食品業界や農業協同組合を中心に多くの卒業生を輩出していることから、同窓会である「農大校友会」は当該業界において一大学閥を形成している。 
東京農工大学、農業者大学校、日本の各道府県にある農業大学校とは名称が類似しているが特に関係はない。

### 建学の精神（校訓・理念・学是）
農大の前身である東京農学校の初代学長横井時敬は「稲のことは稲に聞け、農業のことは農民に聞け」や「農学栄えて農業亡ぶ」といった言葉を残した。これは観念論を排して実際から学ぶ姿勢を重視し、学問のための学問ではない「実学主義」を重視することを表している。現在も農大は「実学主義」を教育理念とし、「人物を畑に還す」（昨今の国際化社会に伴い、「人物を世界の畑に還す」とする場合もある。）と「農業後継者や地域社会の担い手の育成」を最大目標としている。

### 教育および研究

#### THE世界大学ランキング
THE世界大学ランキングでは毎年ランクインしており、最新版（2024年11月現在）では以下の通りである。
- World University Rankings 2025：1501+位

- Life Sciences 2024：801-1000位

- World University Rankings 2024 by subject：801-1000位

- Impact Rankings 2024：801-1000位
  - Zero Hunger 2024：201-300位
  - Quality Education 2020：601+位
  - Affordable and Clean Energy 2020：301+位
  - Decent Work and Economic Growth 2020：401+位
  - Industry, Innovation and Infrastructure 2024：601-800位
  - Reduced Inequalities 2020：301-400位
  - Sustainable Cities and Communities 2020：401+位
  - Responsible Consumption and Production 2024：401-600位
  - Life below Water 2024：201-300位
  - Life on Land 2024：201-300位
  - Partnership for the Goals 2024：601-800位

#### 主な研究実績
応用生物科学部バイオサイエンス学科動物発生工学研究室教授河野友宏らは、2004年4月、世界で初めて卵子だけで哺乳類（マウス）を発生（単為発生）させることに成功したことを科学雑誌『ネイチャー』に発表した。2007年8月、河野らは『ネイチャーバイオテクノロジー』電子版にて、40%以上の高い確率で子マウスを単為発生させることが可能と発表した。なお、二母性マウスの場合、精子由来の遺伝子が関与していないことから、性染色体はXXとなり、誕生をするマウスは、全て雌となる。これまでに哺乳類で単為発生が不可能とされてきた理由は、ゲノムインプリンティングによる遺伝子発現制御の機構が深く関わっている。
応用生物科学部菌株保存室には細菌や酵母などの微生物約7000株が保存されている。これは世界有数の菌株コレクションである。

### 学風および特色
校門に掲げられた校標や大学のパンフレットで使われている「東京農業大学」の文字は棟方志功によるものである。また、応援歌の一つに『青山ほとり』があり、「大根踊り」として世間に知られている。

## 沿革

### 略歴

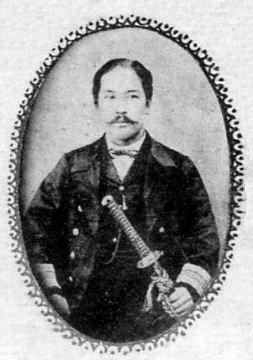
榎本武揚

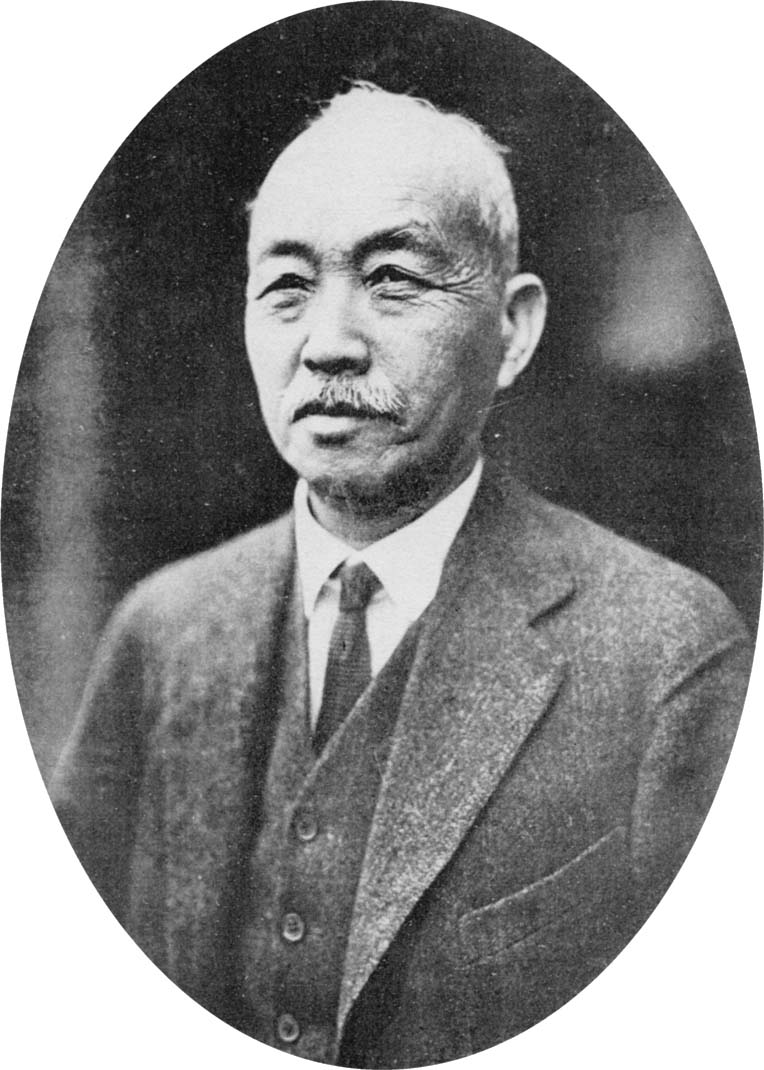
横井時敬

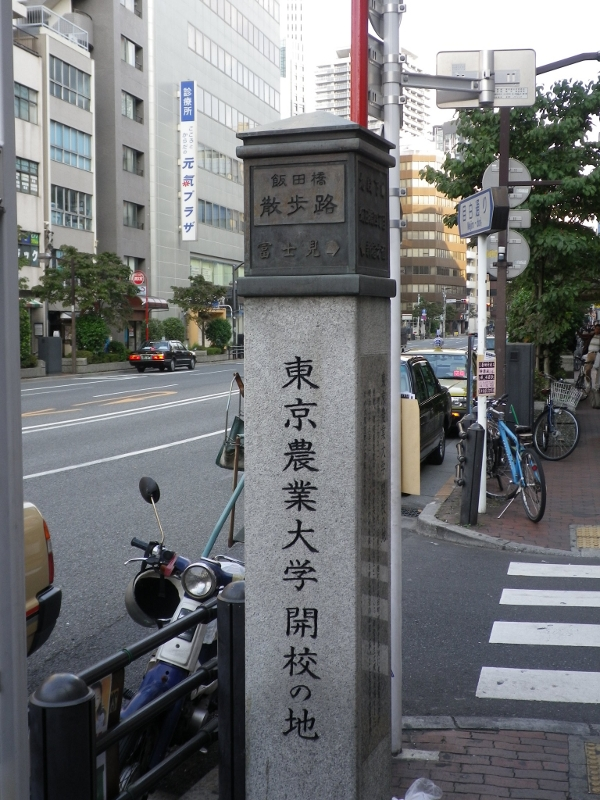
東京農業大学開校の地

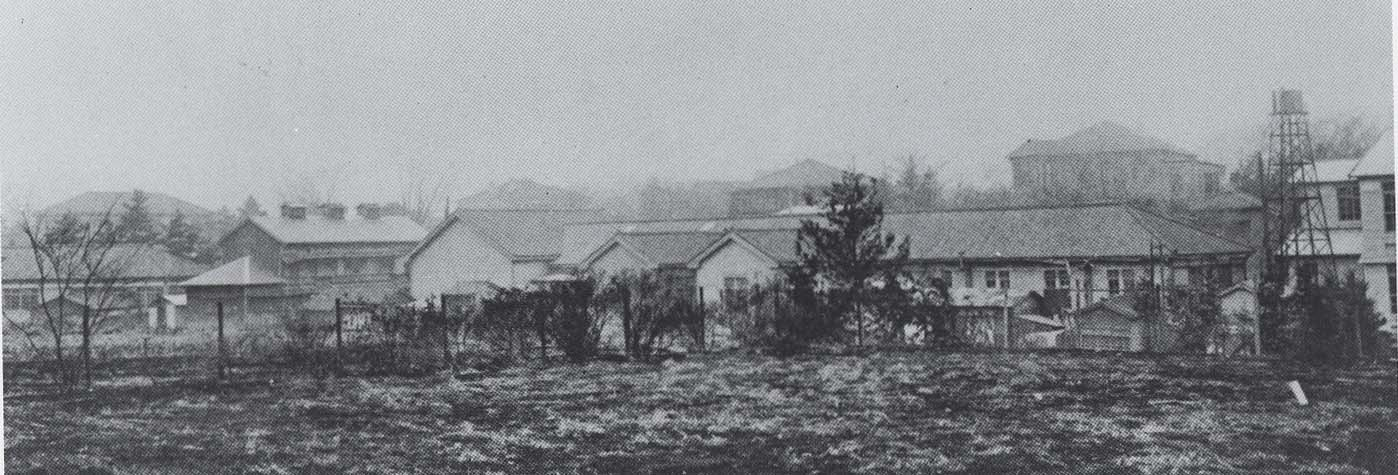
1927年当時の東京農業大学常盤松校舎

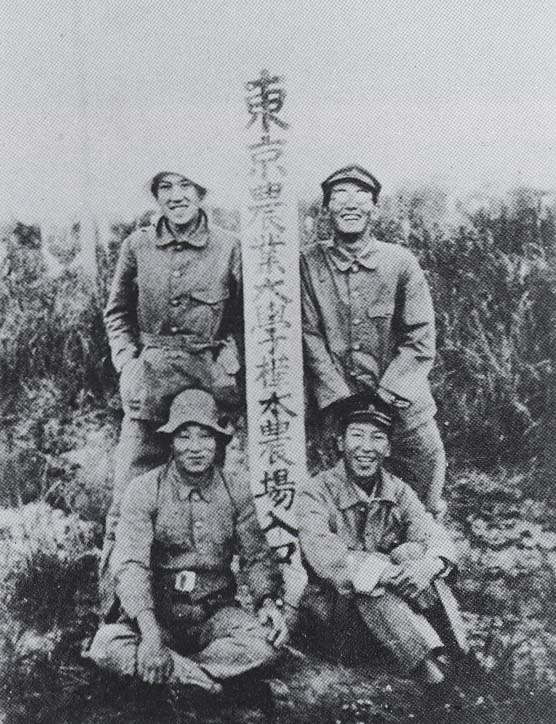
1938年当時の樺太農場と学生たち

明治時代、北海道開拓に携わった榎本武揚は「日本の力を高めるためには、国内農業の発展が不可欠」「日本の農業発展のためには、農民の教育が必須」と考えて、1891年に徳川育英会育英黌に農業科を設立した。設立地付近である東京地下鉄飯田橋駅A4番出口前に「東京農業大学開校の地」という碑が存在している。
1893年には徳川育英会育英黌から農業科が独立して私立東京農学校となるも、経営悪化から、大日本農会の下での経営となった。大日本農会付属私立東京農学校、大日本農会付属東京高等農学校と改称した後、1903年に専門学校令による認可を経て私立東京農業専門学校（旧制）から、1925年に大学令に基づく東京農業大学となる。1943年まで農学部を有する大学は、東京帝国大学、北海道帝国大学、京都帝国大学、九州帝国大学と農大のみであり、私立で唯一農学博士の学位授与を行っていた。
1898年（明治31年）より、東京の渋谷常磐松町の常磐松御料地内に校舎を構えていたが、第二次世界大戦の際、空襲により校舎を焼失したことから、1946年、世田谷区の陸軍機甲整備学校跡地に移転。現在の世田谷キャンパスとなる。
新制大学以降後は短期大学および大学院の設置、厚木キャンパス（神奈川県厚木市）、北海道オホーツクキャンパス（網走市）の開設などを行うなどした。

### 年表
- 1891年（明治24年）3月6日 - 東京市麹町区（現・千代田区）飯田河岸に徳川育英会育英黌農業科が設立。管理長に榎本武揚が、黌長に永持明徳が就任。
- 1892年（明治25年）10月23日 - 農地確保のため、1.28haの農地を有する小石川区（現・文京区）大塚窪町に移転、徳川育英会育英黌分黌農業科へ改称。
- 1893年（明治26年）
  - 5月11日 - 徳川育英黌より独立、私立東京農学校へ改称。
  - 全教職員と学生で構成する団体である「農友会」発足。
- 1895年（明治28年）- 横井時敬が評議員として学校の経営に参画。
- 1897年（明治30年）- 大日本農会に経営移管。大日本農会附属私立東京農学校と改称。教頭に横井時敬が就任。
- 1898年（明治31年）10月13日 - 東京府豊多摩郡渋谷村常磐松御料地（現・渋谷区渋谷4丁目）に移転。
- 1901年（明治34年）7月15日 - 大日本農会付属東京高等農学校へ改称。
- 1903年（明治36年）8月21日 - 専門学校令による認可を受ける。
- 1905年（明治38年）2月21日 - 農商務省 から「耕地整理講習部」設置委託の依命を受ける。学園祭の前身となる「運動会」開催。
- 1907年（明治40年）- 東京農業大学生活協同組合の前身である消費組合設立。
- 1911年（明治44年）11月16日 - 専門学校令により私立東京農業大学と改称し、本科大学部・予科大学部・高等科を設置。初代学長に横井時敬が就任。
- 1913年（大正2年）- 東京農業大学肥料分析講習部（→農芸化学講習部）設置。
- 1916年（大正5年）- 東京府荏原郡玉川村に用賀農場（現・日本中央競馬会馬事公苑の一部）設置。農大初の本格的実習農場。
- 1921年（大正10年）- 第二回東京箱根間往復大学駅伝競走（箱根駅伝）初参加。第5位に終わる。
- 1922年（大正11年）- 図書館開設。
- 1923年（大正12年）- 応援歌『青山ほとり』誕生。
- 1924年（大正13年）- 東京高等造園学校設立。東京農業大学出版部（現・東京農業大学出版会）発足。
- 1925年（大正14年）- 財団法人東京農業大学が設立され、大日本農会より独立。大学令により東京農業大学が設立され、農学部農学科および予科設置。同時に1911年設置の私立東京農業大学は東京農業大学専門部となり、農学科および農芸化学科を設置。
- 1926年（大正15年）9月 - 東京農業大学学歌制定。作詞尾上柴舟、作曲山田耕作。
- 1931年（昭和6年）- 東都大学野球連盟の前身の五大学野球連盟結成。
- 1932年（昭和11年）- 関東学生相撲連盟大会に参戦。応援歌『青山ほとり』に振りを付けた「大根踊り」初登場。（誕生の説その1）
- 1937年（昭和12年）12月27日 - 専門部農業拓殖科設置。
- 1938年（昭和13年）12月16日 - 大学農学部農業経済学科を設置。
- 1940年（昭和15年）4月1日 - 専門部農業工学科を設置。
- 1941年（昭和16年）
  - 専門部農村経済学科を設置。
  - 4月1日 - 満州国委託農業土木技術員講習部を設置。
- 1942年（昭和17年）4月1日 - 1924年設立の東京高等造園学校を合併。専門部造園科を設置。
- 1945年（昭和20年）
  - 4月1日 - 大学農学部農芸化学科および大学農学部農業土木科を設置。
  - 5月25日 - 空襲により常磐松校舎の大部分を焼失。
  - 8月15日 - 太平洋戦争で日本が降伏を宣言。それに前後するソ連対日参戦により樺太農場（約192ha）および満州農場（7,500ha）を失う。
- 1946年（昭和21年）
  - 3月29日 - 被災した常磐松の地を青山学院に売却し、東京都世田谷区世田谷4丁目461番地にあった陸軍機甲整備学校跡地に学校移転。現在の世田谷キャンパスとなる。
  - 9月 - 財団法人農芸振興会発足。
- 1947年（昭和22年）
  - 3月31日 - 専門部開拓科を廃止。
  - 4月1日 - 千葉県茂原市に千葉農学部設置。千葉農学部専門部林業科および千葉農学部専門部畜産科を設置。
  - 有用植物園を開設。
- 1949年（昭和24年）2月21日 - 学校教育法による学校法人東京農業大学が設立され、旧制東京農業大学、専門部、千葉農学部改組。農学部農学科、林学科、畜産学科、農業化学科、農業工学科、農業経済学科、緑地学科、協同組合学科を設置。
- 1950年（昭和25年）3月14日 - 東京農業大学短期大学設置。協同組合学科を廃止。
- 1951年（昭和26年）- 東京農業大学父兄会（現・東京農業大学教育後援会）発足。
- 1952年（昭和27年）- 戦後初の学園祭「収穫祭」開催。「大根踊り」（応援歌『青山ほとり』に振りを付けた）初登場。（誕生の説その2）
- 1953年（昭和28年）
  - 1月31日 - 農学部醸造学科を設置。
  - 3月31日 - 東京農業大学大学院設置。大学院農学研究科修士課程農学専攻および大学院農学研究科修士課程農業経済学専攻設置。
- 1954年（昭和29年）- 大学農学部農業化学科を大学農学部農芸化学科へ改称。
- 1956年（昭和31年）- 大学農学部農業拓殖科設置。大学農学部緑地学科を大学農学部造園学科へ改称。
- 1957年（昭和32年）- 大学院農学研究科修士課程農芸化学専攻を設置。
- 1959年（昭和34年）- 大学院農学研究科博士課程農芸化学専攻を設置。
- 1960年（昭和35年）- 用賀農場を売却し、厚木中央農場（現・厚木キャンパス）設置。
- 1961年（昭和36年）- 大学農学部栄養学科を設置。
- 1962年（昭和37年）- 大学院農学研究科博士課程農学専攻および大学院農学研究科博士課程農業経済学専攻を設置。
- 1965年（昭和40年）5月18日 - 東京農業大学ワンダーフォーゲル部死のシゴキ事件発生。
- 1966年（昭和41年）- 米国ミシガン州立大学と姉妹校提携。
- 1968年（昭和43年）- 大学栄養学科、栄養学専攻および管理栄養士専攻に専攻分離。
- 1975年（昭和50年）- 東京農業大学成人学校設置。
- 1978年（昭和53年）- 文部省より「発展途上国との学術交流事業の農学分野拠点大学」に選ばれる。東京農業大学総合研究所設置。
- 1981年（昭和56年）- 図書館農業資料室が博物館相当施設に指定。
- 1986年（昭和61年）- 大学院農学研究科修士課程林学専攻、大学院農学研究科修士課程畜産学専攻および大学院農学研究科修士課程食品栄養学専攻を設置。
- 1989年（平成元年）- 北海道網走市にオホーツクキャンパス設置。大学生物産業学部生物生産学科、大学生物産業学部食品化学科および大学生物産業学部産業経営学科を設置。国際交流センター開設。
- 1990年（平成2年）- 大学院農学研究科修士課程林学専攻および大学院農学研究科修士課程畜産学専攻を博士前期課程とし、博士後期課程を設置。大学院農学研究科博士後期課程生物環境調整学専攻、大学院農学研究科修士課程農業工学専攻、大学院農学研究科修士課程醸造学専攻、大学院農学研究科修士課程国際農業開発学専攻および大学院農学研究科修士課程造園学専攻を設置。
- 1991年（平成3年）- 大学農学部農業拓殖学科、大学農学部国際農業開発学科に改称。東京農業大学父兄会、東京農業大学教育後援会に改称。創立100周年記念式典挙行、天皇・皇后臨席。100周年事業実施。
- 1993年（平成5年）- 大学院生物産業学研究科修士課程生物産業学専攻設置。
- 1995年（平成7年）- 大学院生物産業学研究科修士課程生物産業学専攻を博士前期課程とし、博士後期課程設置。
- 1998年（平成10年）- 農学部を農学部、応用生物科学部、地域環境科学部および国際食料情報学部に改組。農学部に農学科および畜産学科設置。応用生物科学部にバイオサイエンス学科（新設）、生物応用化学科（農芸化学科改称）、醸造科学科（醸造学科改称）および栄養科学科（栄養学科改称）設置。地域環境科学部に森林総合科学科（林学科改称）、生産環境工学科（農業工学科改称）および造園科学科（造園学科改称）設置。国際食料情報学部に国際農業開発学科、食料環境経済学科（農業経済学科改称）および生物企業情報学科（新設）設置。神奈川県厚木市に厚木キャンパスを設置し、農学部を移転。
- 2002年（平成14年）
  - 大学院農学研究科修士課程バイオサイエンス専攻および大学院農学研究科修士課程国際バイオビジネス学専攻を設置。大学院農学研究科修士課程醸造学専攻、大学院農学研究科修士課程食品栄養学専攻、大学院農学研究科修士課程農業工学専攻、大学院農学研究科修士課程造園学専攻、大学院農学研究科修士課程国際農業開発学専攻を博士前期課程とし、博士後期課程設置。
  - 2月28日 - 世田谷キャンパス、ISO14001取得。
- 2003年（平成15年）3月27日 - 厚木キャンパスおよびオホーツクキャンパス、ISO14001取得。
- 2004年（平成16年）- 大学院農学研究科修士課程バイオサイエンス専攻および大学院農学研究科修士課程国際バイオビジネス学専攻設置を博士前期課程とし、博士後期課程設置。「食と農」の博物館開設。
- 2005年（平成17年）- 大学国際食料情報学部生物企業情報学科を大学国際食料情報学部国際バイオビジネス学科へ改称。大学院農学研究科博士後期課程生物環境調整学専攻、大学院農学研究科博士後期課程環境共生学専攻に改称。
- 2006年（平成18年）- 大学農学部バイオセラピー学科および大学生物産業学部アクアバイオ学科を設置。
- 2010年（平成22年）- 大学生物産業学部食品科学科を大学生物産業学部食品香粧学科へ改称。
- 2012年（平成24年）- 大学生物産業学部産業経営学科を大学生物産業学部地域産業経営学科へ改称。
- 2014年（平成26年）- 大学応用生物科学部栄養科学科（食品栄養学専攻・管理栄養士専攻）を、食品安全健康学科と栄養科学科の2学科に改組。
- 2016年（平成28年）- 創立125周年。短期大学部の募集停止。
- 2017年（平成29年）- 大学生命科学部バイオサイエンス学科（応用生物科学部より改組）、分子生命化学科（新設）、分子微生物学科（新設）を新設。地域環境科学部に地域創生科学科および国際食料情報学部に国際食農科学科を新設。
- 2018年（平成30年）- 大学農学部生物資源開発学科、デザイン農学科を設置。畜産学科を動物科学科に改称。応用生物科学部生物応用化学科を農芸化学科に改称。生物産業学部生物生産学科を北方圏農学科に、アクアバイオ学科を海洋水産学科に改称。
- 2020年（令和2年）- 大学院農学研究科を改組し、応用生物科学研究科農芸化学専攻、醸造学専攻、食品安全健康学専攻および食品栄養学専攻を設置。
- 2021年（令和3年）- 大学院生命科学研究科バイオサイエンス専攻（農学研究科より改組）、分子生命化学専攻（新設）、分子微生物学専攻（新設）、地域環境科学研究科林学専攻（農学研究科より改組）、農業工学専攻（農学研究科より改組）、造園学専攻（農学研究科より改組）、地域創成学専攻（新設）、大学院国際食料農業科学研究科国際農業開発学専攻（農学研究科より改組）、農業経済学専攻（農学研究科より改組）、国際アグリビジネス学専攻（農学研究科より改組）、国際食農科学専攻（新設）を設置。

## 基礎データ

### 所在地

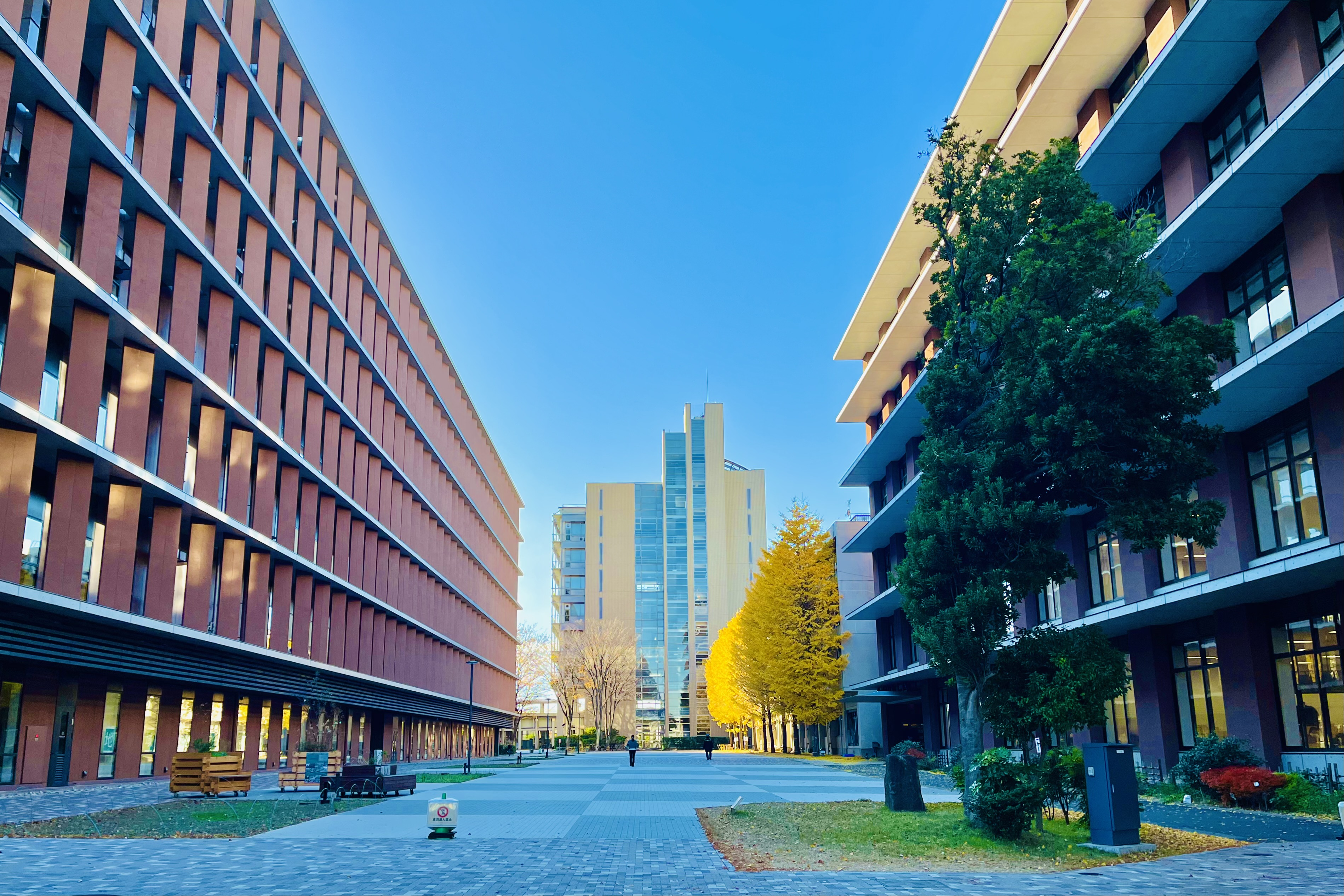
世田谷キャンパス

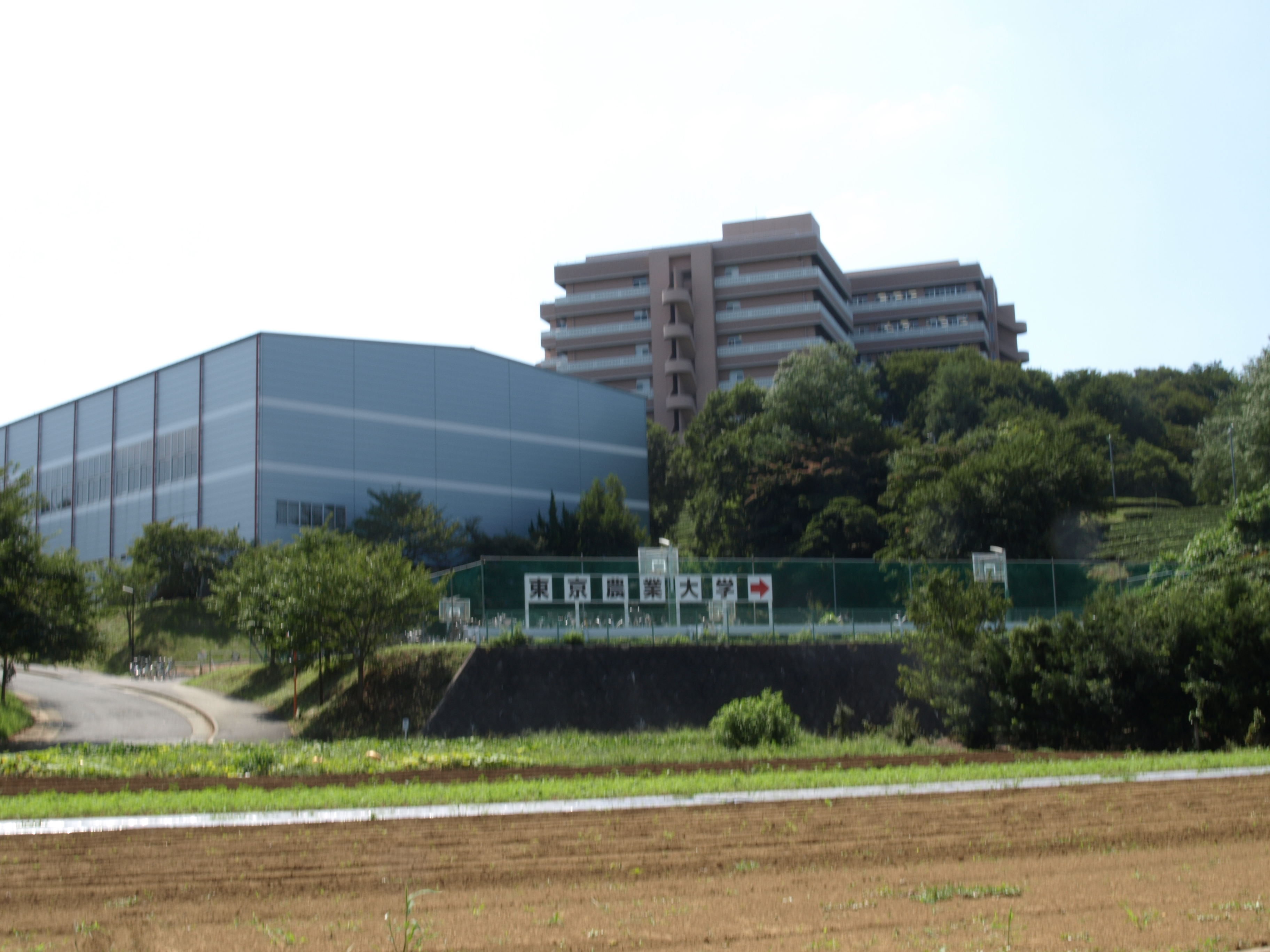
厚木キャンパス

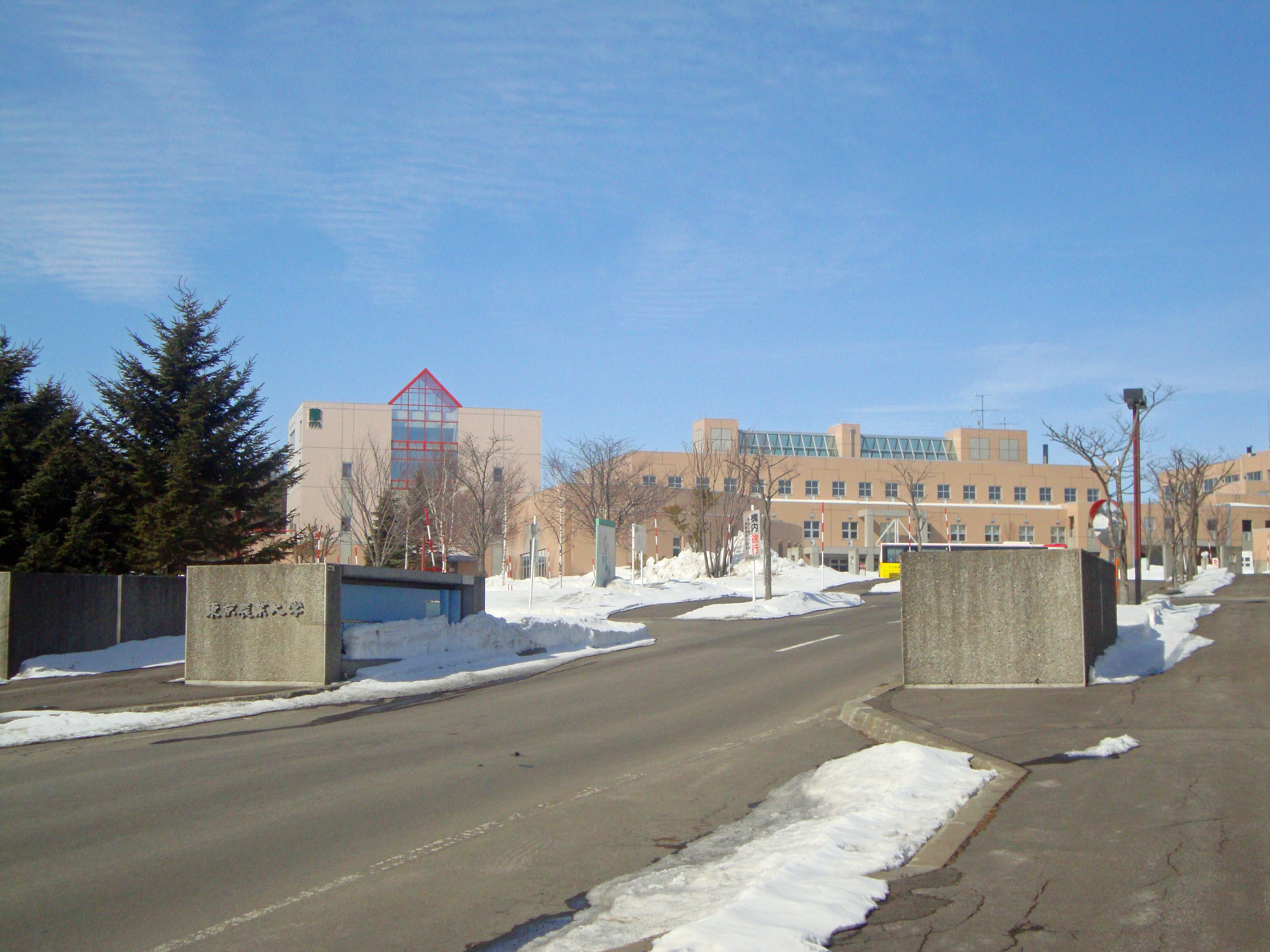
北海道オホーツクキャンパス

- 世田谷キャンパス（東京都世田谷区桜丘1-1-1、北緯35度38分27.9秒 東経139度37分55.5秒）
設置学部：応用生物科学部、生命科学部、地域環境科学部、国際食料情報学部
農場を必要としない農学や林学、生命科学、食品関係の学部が集まる。
最寄駅：経堂駅（小田急小田原線）。東急田園都市線用賀駅からの通学者も多い。
- 厚木キャンパス（神奈川県厚木市船子1737、北緯35度25分54.8秒 東経139度20分48.4秒）
設置学部：農学部
農学部のみのキャンパスで広大な農場を有する。
最寄駅：本厚木駅（小田急小田原線）
- 北海道オホーツクキャンパス（北海道網走市八坂196、北緯43度58分4.2秒 東経144度13分58.2秒）
設置学部：生物産業学部
生物産業学部のみのキャンパスで水産学のほか、北方圏における農学や生命科学の研究が行われている。
下車駅：網走駅（JR北海道石北本線、釧網本線）からバスで約30分（最寄り駅である呼人駅（JR北海道石北本線）からは大学行きの交通機関は出ていない）。女満別空港からバスでの一回乗り換え（網走駅前や網走バスターミナル経由）で行くことも可能。

### 象徴

#### スクールカラー
スクールカラーは松葉緑（まつばみどり）である。この色は、かつて、農大があった渋谷常磐松にあった老松（常磐松）の葉の緑色に由来している。

#### 校章
1893年に私立東京農学校として独立した際、稲穂の向かい合った円の中心に「農」の一文字を入れたものを校章とした。その後、1911年に私立東京農業大学となった際、大学部本科の角帽に「農大」の校章を入れて以来、この校章を使用している。

#### 校歌・応援歌
| - 東京農業大学学歌（常磐の松風） - 青山ほとり（大根踊り） - 応援歌（あゝ若人の血は躍り） - College Song - 第二応援歌 緑の精鋭 - 相撲エール - 団結節 - 打倒の拍手 - 勝利の拍手 - どじょうすくい - 人を恋うる歌（支那浪人の歌） | - 蒙古放浪の歌 - 惜別の歌 - 農大エール - 農大音頭 - 農大数え歌 - 農大五万節 - 応援団小唄 - 農大節 - 関東流れ者（農大応援団） - 東京農大オホーツクキャンパス讃歌 |

東京農業大学学歌は、1925年（大正14年）5月、尾上柴舟に作詞を、山田耕筰に作曲を依頼し、翌1926年（大正15年）9月25日に発表された。以来、農大の学歌として歌い継がれてきている。

## 教育および研究

### 組織

#### 学部
農学部
- 農学科
  - 農業生産分野
    - 作物学研究室
    - 園芸学研究室　

  - 生産支援分野
    - 植物育種学研究室
    - 植物病理学研究室
    - 農業環境学研究室
    - ポストハーベスト学研究室
- 動物科学科
  - 生命・制御分野
    - 動物生殖学研究室
    - 動物遺伝学研究室
    - 動物生理学研究室

  - 機能・生産分野
    - 動物栄養学研究室
    - 動物衛生学研究室
    - 動物行動学研究室
- 生物資源開発学科
  - 生物多様性管理分野
    - 植物多様性学研究室
    - 野生動物学研究室
    - 昆虫学研究室　

  - 生物資源利用分野
    - 薬用資源学研究室
    - 遺伝資源利用学研究室
- デザイン農学科
  - イノベーション農学分野
    - 生物機能開発学研究室
    - 食資源利用学研究室
    - 機能科学研究室

  - サスティナビリティ農学分野
    - 生活デザイン農学研究室（園芸・動物介護介在）
    - 社会デザイン農学研究室

応用生物科学部
- バイオサイエンス学科
  - 微生物分子遺伝学研究室
  - 資源生物工学研究室
  - 植物遺伝子工学研究室
  - 動物分子生物学研究室
  - 動物発生工学研究室
  - 生体機能分子分野・機能性分子解析学研究室
- 農芸化学科
  - 土壌肥料学研究室
  - 植物生産化学研究室
  - 生物有機化学研究室
  - 応用微生物学研究室
  - 食料資源理化学研究室
  - 栄養生化学研究室
- 醸造科学科
  - 醸造微生物学研究室
  - 発酵食品化学研究室
  - 酒類生産科学研究室
  - 調味食品科学研究室
  - 醸造環境科学研究室
  - 微生物工学研究室
- 栄養科学科
  - 栄養生理化学研究室
  - 生体機能防衛学研究室
  - 食品生化学研究室
  - 食品機能開発学研究室
  - 調理科学研究室
  - 公衆栄養学研究室・臨床栄養学研究室
- 食品安全健康学科
  - 食品安全解析学研究室
  - 食品安全評価学研究室
  - 食品利用安全学研究室
  - 分子機能学研究室
  - 生理機能学研究室
  - 生体環境解析学研究室
- 応用生物科学部教養分野
  - 健康科学研究室
  - 外国語研究室
- 附属機関
  - 応用生物科学研究所
  - 菌株保存室
  - アイソトープセンター
  - バイオテクノロジーセンター
  - 食品加工技術センター

生命科学部
- バイオサイエンス学科
  - 植物分子育種学研究室
  - 植物遺伝子工学研究室
  - 動物分子生物学研究室
  - 動物発生工学研究室
  - 細胞ゲノム生物学研究室・機能性分子解析学研究室
- 分子生命化学科
  - 分子設計学研究室
  - 有機合成化学研究室
  - 天然物化学研究室
  - 分析化学研究室
  - 生命高分子化学研究室
- 分子微生物学科
  - 資源生物工学研究室
  - バイオインフォマティクス研究室
  - 複合微生物学研究室
  - 植物共生微生物学研究室
  - 動物共生微生物学研究室
- 付属機関
  - 高次生命機能解析センター

地域環境科学部
- 森林総合科学科
  - 森林生態学研究室
  - 治山・緑化工学研究室
  - 造林学研究室
  - 林業工学研究室
  - 木材工学研究室
  - 林産化学研究室
  - 森林経営学研究室
  - 森林政策学研究室
- 生産環境工学科
  - 地域資源利用学研究室
  - 農村環境工学研究室
  - 広域環境情報学研究室
  - 地水環境工学研究室
  - 社会基盤工学研究室
  - 水利施設工学研究室
  - バイオロボティクス研究室
  - 農産加工流通工学研究室
- 造園科学科
  - 景観政策学研究室
  - ガーデンデザイン研究室
  - 都市緑地計画学研究室
  - ランドスケープデザイン研究室
  - 自然環境保全学研究室
  - 観光レクリエーション研究室
  - 造園樹木学研究室
  - ランドスケープエコロジー研究室
  - 造園地被学研究室
  - 都市緑化技術研究室
  - 造園建設工学研究室
  - 景観材料研究室
- 地域環境科学部教養分野
  - 植物生態学研究室
  - 身体教育学研究室
  - 数学研究室
  - 外国語研究室
- 附属機関
  - 地域環境研究所
  - 生物環境調整室
  - 電子顕微鏡室
  - 奥多摩演習林

国際食料情報学部
- 国際農業開発学科
  - 熱帯作物学研究室
  - 熱帯園芸学研究室
  - 熱帯作物保護学研究室
  - 農業環境科学研究室
  - 国際農業開発研究室
  - 農業開発政策研究室
  - 地域農業開発研究室
- 食料環境経済学科
  - アグロトレード研究室
  - アメリカ・EU農業研究室
  - アジア農業研究室
  - 地域経済研究室
  - 農業経営学研究室
  - 農業史研究室
  - 環境経済学研究室
  - 環境政策研究室
  - 経済地理学研究室
  - 資源経済学研究室
  - 食料経済学研究室
  - フードシステム研究室
  - フードマーケティング研究室
  - フードビジネス研究室
  - 環境アメニティ研究室
  - 環境コミュニティ研究室
  - 食料政策研究室
  - 地域政策研究室
  - 農政学研究室
  - 農村政策研究室
- 国際バイオビジネス学科
  - バイオビジネス管理学研究室
  - バイオビジネス経営学研究室
  - バイオビジネスマーケティング研究室
  - バイオビジネス評価学研究室
  - バイオビジネス簿記学研究室
  - 経営行動学研究室
- 国際食農科学科
  - 植物生産学研究室
  - 食環境科学研究室
  - 食農文化・政策研究室
  - 食農教育研究室
- 国際食料情報学部教養分野
  - 健康科学研究室
  - 経済人類学研究室
  - 情報処理教育学研究室
  - 英語・アメリカ学研究室
  - 英語・口語英語研究室
  - 時事・ビジネス英語研究室
  - 中国語研究室
- 附属機関
  - 国際食料情報研究所
  - 宮古亜熱帯農場

生物産業学部
- 北方圏農学科
  - 植物バイテク研究室
  - 作物生産管理学研究室
  - 動物バイテク研究室
  - 動物生産管理学研究室
  - 植物資源保全学研究室
  - 動物資源管理学研究室
- アクアバイオ学科
  - 水産増殖学研究室
  - 水産資源管理学研究室
  - アクアゲノムサイエンス研究室
  - 水圏生物化学研究室
  - 水圏生態学研究室
  - 水圏環境学研究室
- 食香粧化学科
  - 資源利用学研究室
  - 食品製造科学研究室
  - 応用微生物学研究室
  - 品質制御学研究室
  - 生物化学研究室
  - 食品香粧機能学研究室
- 地域産業経営学科
  - 会計学研究室
  - 環境ビジネス論研究室
  - 情報工学研究室
  - 情報メディア論研究室
  - マーケティング論研究室
  - リスクマネジメント論研究室
  - 流通経済論研究室
  - アグリビジネス論研究室
  - 環境経済学研究室
  - 農業経営学研究室
  - 北東アジア農業論研究室
  - 環境文学論研究室
  - 地域環境政策論研究室
  - 地域産業経済論研究室
- 生物産業学部教養学部
  - 健康科学研究室
  - 教育学研究室
  - 博物館情報学研究室
  - 外国語第一研究室
  - 外国語第二研究室
  - 外国語第三研究室
- 附属機関
  - オホーツク臨海研究センター
  - 食品加工技術センター

教職学術情報課程
- 教職課程
  - 教育学研究室
  - 教育心理学研究室
  - 理科教育研究室
  - 地学教育研究室
  - 理科教育研究室
  - 物理学教育研究室
  - 農業科教育研究室
  - 技術科教育研究室
- 学術情報課程
  - 博物館情報学研究室
  - 図書館情報学研究室

#### 大学院
農学研究科
- 農学専攻
- 畜産学専攻
- バイオサイエンス専攻
- 農芸化学専攻
- 醸造学専攻
- 食品栄養学専攻
- 林学専攻
- 農業工学専攻
- 造園学専攻
- 国際農業開発学専攻
- 農業経済学専攻
- 国際バイオビジネス学専攻
- 環境共生学専攻（博士後期課程のみ）

応用生物科学研究科
- 農芸化学専攻
- 醸造学専攻
- 食品安全健康学専攻
- 食品栄養学専攻

生命科学研究科
- バイオサイエンス専攻
- 分子生命化学専攻
- 分子微生物学専攻

地域環境科学研究科
- 林学専攻
- 農業工学専攻
- 造園学専攻
- 地域創成科学専攻

国際食料農業科学研究科
- 国際農業開発学専攻
- 農業経済学専攻
- 国際アグリビジネス学専攻
- 国際食農科学専攻

生物産業学研究科
- 北方圏農学専攻
- 海洋水産学専攻
- 食香粧化学専攻
- 自然資源経営学専攻

#### 東京農業大学グリーンアカデミー
50歳以上を対象とした生涯学習専門機関。年間通して花と野菜と健康について学ぶ。
前身は世田谷キャンパス内の「東京農業大学成人学校」（各種学校〈83条校〉）。平成22年4月から東京農業大学傘下の組織「グリーンアカデミー」として活動を開始。平成23年4月からは東京農業大学エクステンションセンターと組織を一体化。
- グリーンアカデミー本科
- グリーンアカデミー専科 - 本科修了生を対象とし、草花・果樹・野菜・造園・みどりの地域づくりの5コースに分かれて学ぶ。
- 生活健康科

本学卒業生である豊山勝男（日本相撲協会元理事長・時津風）は、日本相撲協会定年退職後に夫妻で通い始めた。

#### 附属機関
※が付されたものは、学校法人東京農業大学の附属機関。
- 東京農業大学総合研究所
- ハイテクリサーチセンター
- エクステンションセンター
- コンピューターセンター
- 学術情報センター
- 「食と農」の博物館
- 健康増進センター
- 国際協力センター
- 有限責任中間法人東京農業大学出版会
- 財団法人農芸振興会
- 地球資源環境研究センター（※）
- 家畜診療所（※）

### 研究

#### 文部科学省私立大学戦略的研究基盤形成支援事業
- 「革新的ゲノム情報解析を用いた生物資源ゲノム解析と農学新領域の創出」

#### 文部科学省科学研究費補助金特定領域研究
- 「ゲノム刷込みによる生殖系列の機能調節と発生制御」

応用生物学部バイオサイエンス学科・2008年 - 2012年

#### 科学技術振興機構（JST）戦略的創造研究推進事業
- 「恐怖記憶制御の分子機構の理解に基づいたPTSDの根本的予防法・治療法の創出」

応用生物学部バイオサイエンス学科、2007年 - 2012年、三菱化学生命科学研究所、広島大学大学院、国立精神・神経医療研究センター精神保健研究所と共同研究

### 教育

#### 現代的教育ニーズ取組支援プログラム
- 「地域連携によるオホーツク学の展開」

2005年度 - 2007年度、生物産業学部
- 「多摩川源流域における地域再生と農環境教育」

2006年度 - 2008年度、地球環境科学部
この取組みに伴い、山梨県北都留郡小菅村旧小菅小学校白沢分校跡地に「東京農業大学多摩川源流大学」小菅キャンパスが設置された。
- 「エゾシカから学ぶ環境共生と地域産業の連携」

2007年度 - 2009年度、生物産業学部

#### 特色ある大学教育支援プログラム
- 「学生主導型体験学習が拓くキャリアデザイン」

2006年度 - 2008年度、短期大学部

#### 質の高い大学教育推進プログラム
- 「地域再生・活性化の担い手育成教育」

2008年度 - 2010年度、国際食料情報学部食料環境経済学科
- 「学生と教員の協働による学科横断的実学教育」

2008年度 - 2010年度、短期大学部

## 学生生活

### サークル活動
農大のサークル活動は、世田谷・厚木・オホーツクとキャンパスがそれぞれ離れているため、キャンパスごとの設置サークルが異なる。

#### 世田谷キャンパス

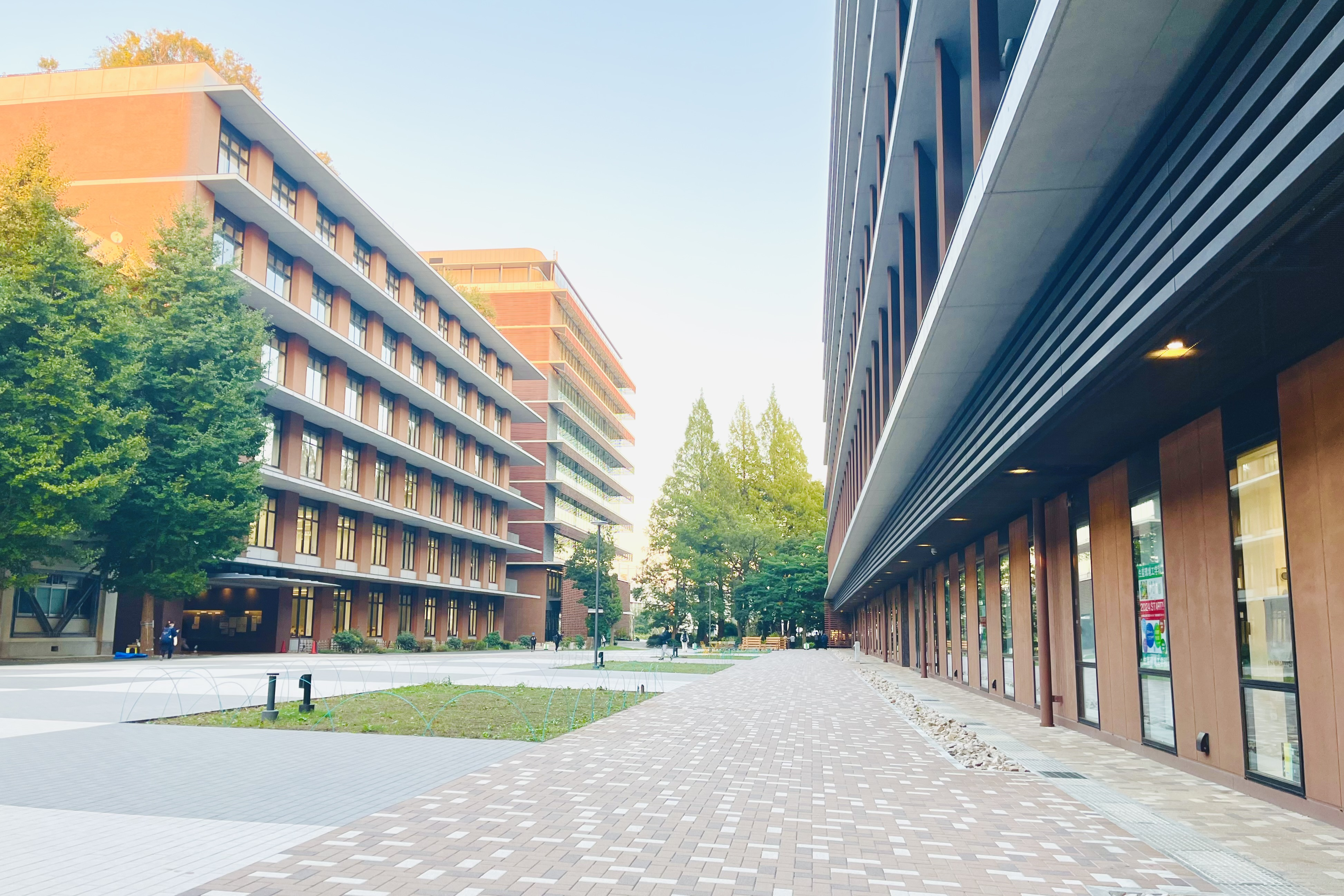
左奥が農大アカデミアセンター、左手前が1号館、右が農大サイエンスポート

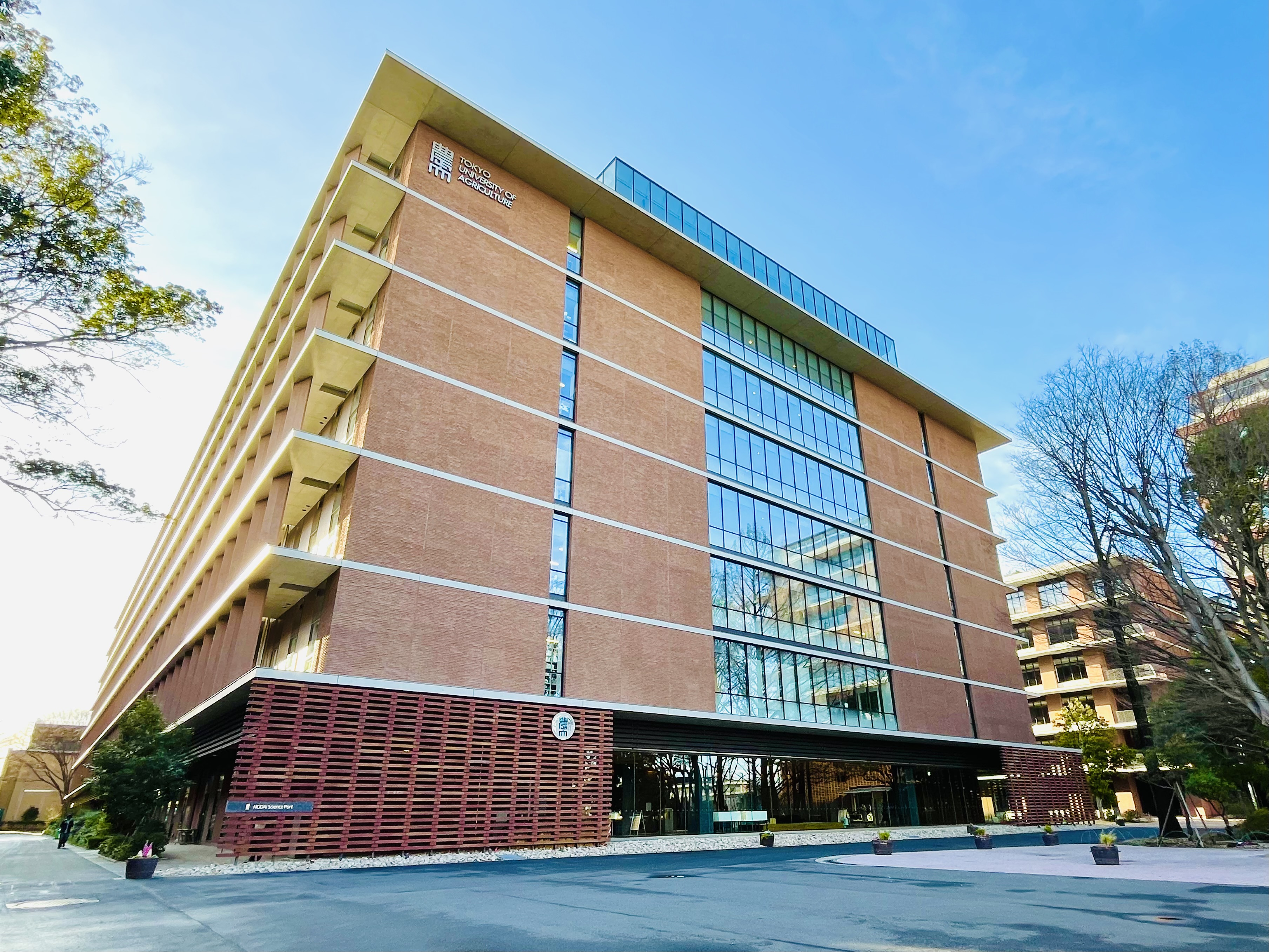
サイエンスポート

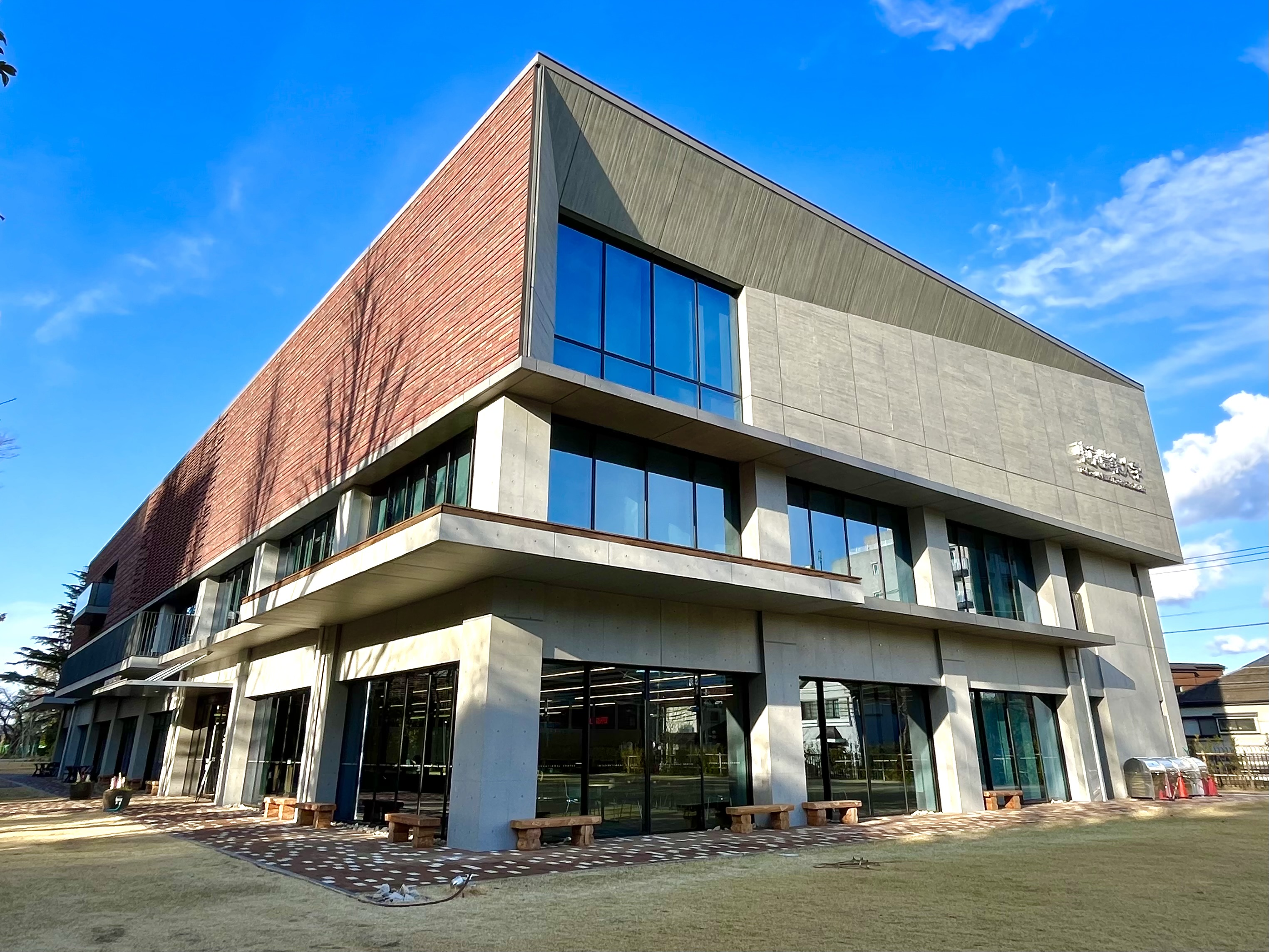
国際センター

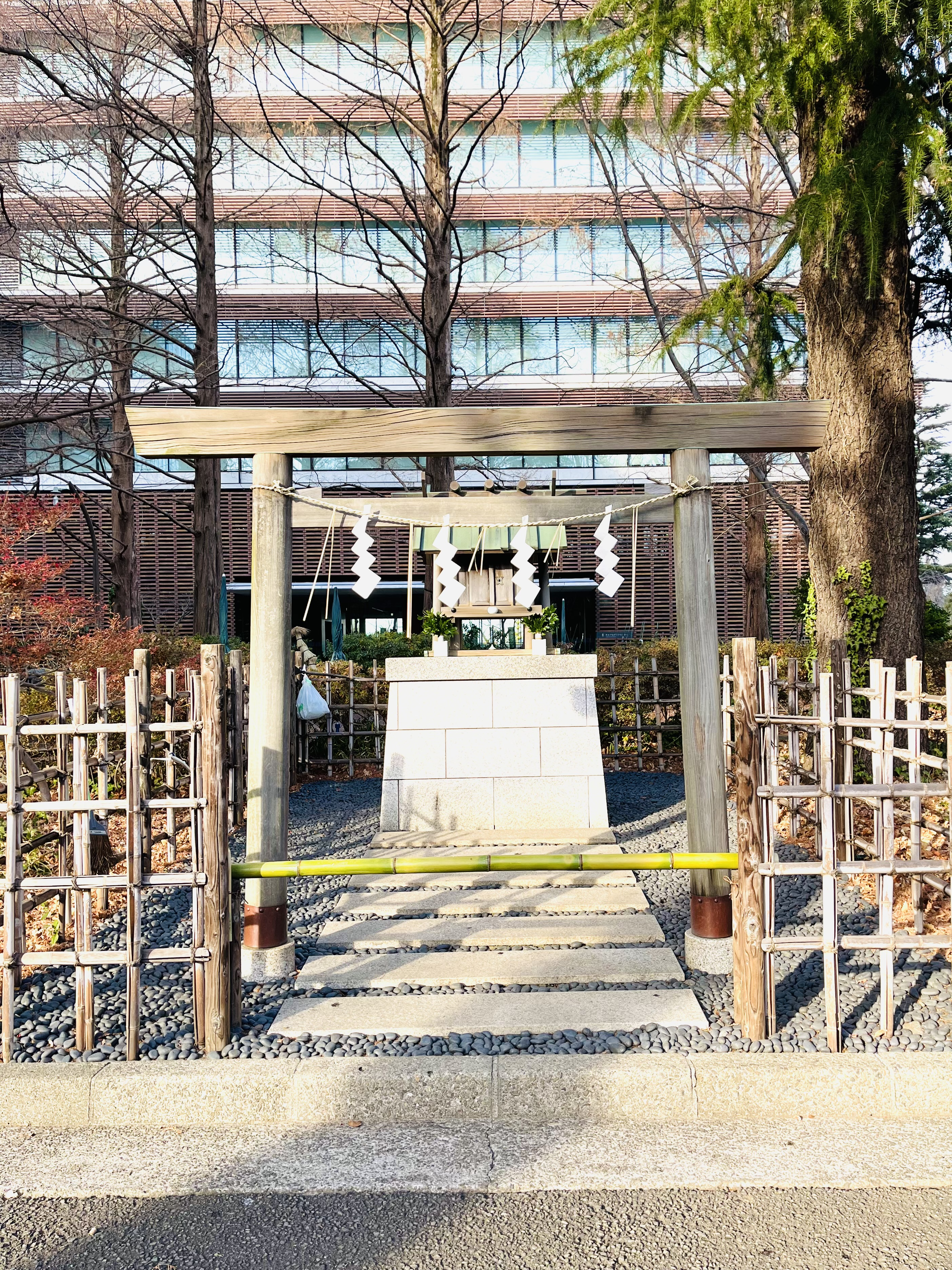
豊受大神宮

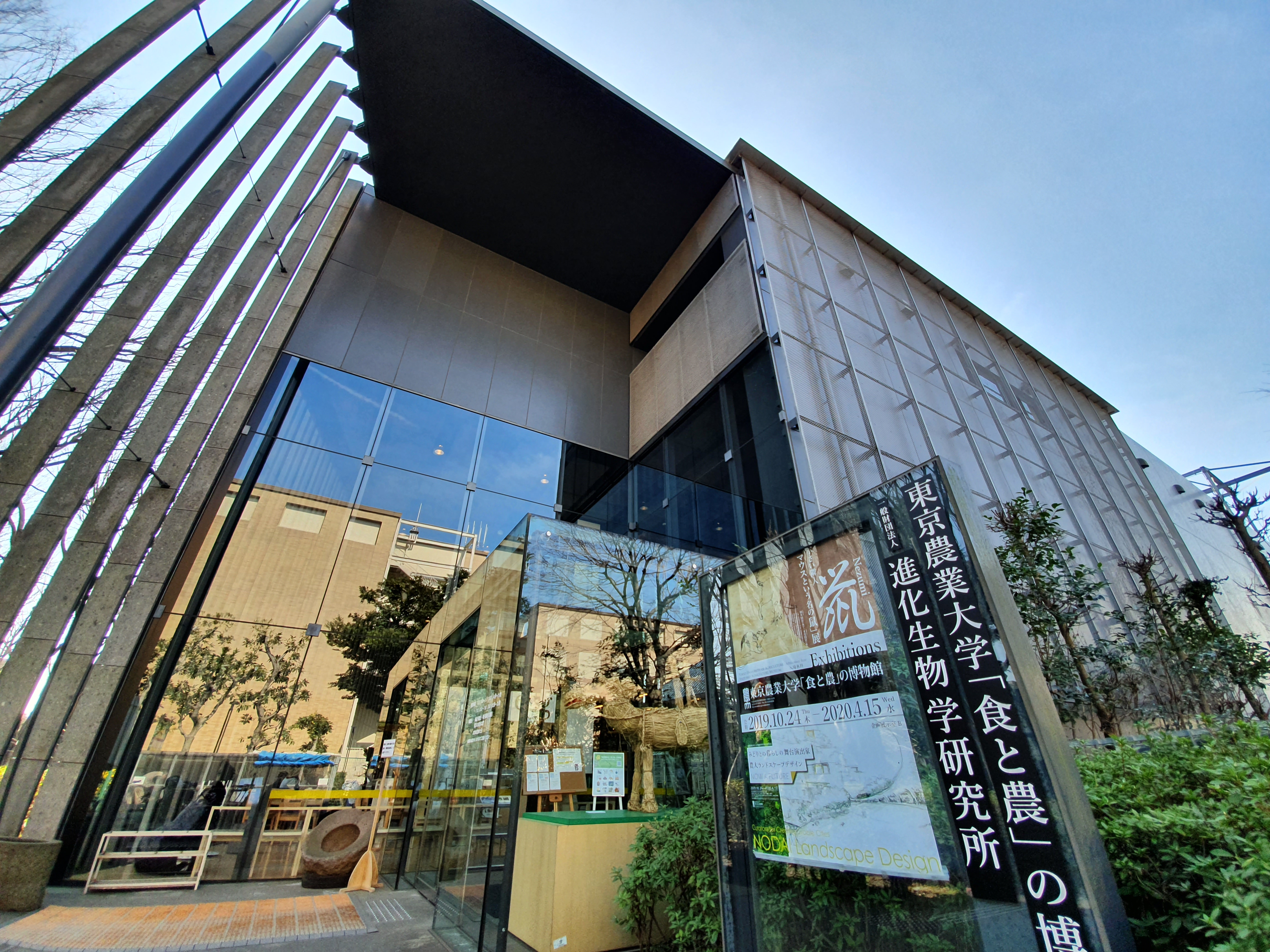
東京農業大学「食と農」の博物館

- 全學應援團本部
  - 全學應援團リーダー部
  - 全學應援團吹奏楽部
  - 全學應援團チアリーダー部
- 農友会総務部
- 文化団体連合会本部

| - 講演部 - 文芸部 - 社交ダンス研究部 - 写真部 - 海外移住研究部 - 茶道部 - 演劇研究部 - 華道部 - 農村調査部 | - 書道部 - 美術部 - 視聴覚部 - 詩吟部 - 村の会部 - マンドリン部 - ローバークルー部 - 探検部 - 囲碁部 | - 邦楽部 - 英語部 - 混声合唱部 - 管弦楽部 - 日本民踊部 - 将棋部 - ギター部 |

- 体育団体連合会本部

| - 馬術部 - 相撲部 - 陸上競技部 - 山岳部 - 空手部 - ラグビー部 - ホッケー部 - サッカー部 - 硬式野球部 - 準硬式野球部 - バレーボール部 | - 男子硬式庭球部 - 女子硬式庭球部 - 卓球部 - ボクシング部 - 柔道部 - 剣道部 - 自動車部 - バスケットボール部 - 合氣道部 - スキー部 - レスリング部 | - 体操部 - 少林寺拳法部 - 弓道部 - ゴルフ部 - 洋弓部 - ボディビル・パワーリフティング部 - フェンシング部 - アメリカンフットボール部 - バドミントン部 - ラクロス部 |

#### 厚木キャンパス
- 農友会厚木支部総務部

| - ウインドオーケストラ部 - 演劇部 - 軽音楽部 - 写真部 - 厚木ミツバチ研究部 | - 動物研究部 - 美術部 - ボランティア部 - 乗馬部 - YOSAKOIソーラン部 | - 卓球部 - バスケット部 - 弓道部 - 園芸グリーン栽培部 |

#### 北海道オホーツクキャンパス
- 全學應援團オホーツク支部
  - 全學應援團リーダー部
  - 全學應援團吹奏楽部
  - 全學應援團チアリーダー部
- オホーツクキャンパス農友会総務部

| - 茶道・華道部 - 北海道自然探索部 - アメリカンフットボール部 - カーリング部 - 弓道部 - 競技ゴルフ部 | - 競技スキー部 - 剣道部 - 硬式テニス部 - 硬式野球部 - サッカー部 - 少林寺拳法部 | - バスケットボール部 - バドミントン部 - バレーボール部 - ホッケー部 - ラグビーフットボール部 - 陸上競技部 |

サークル活動とは別に、同好会も数多く設置されている。

### スポーツ

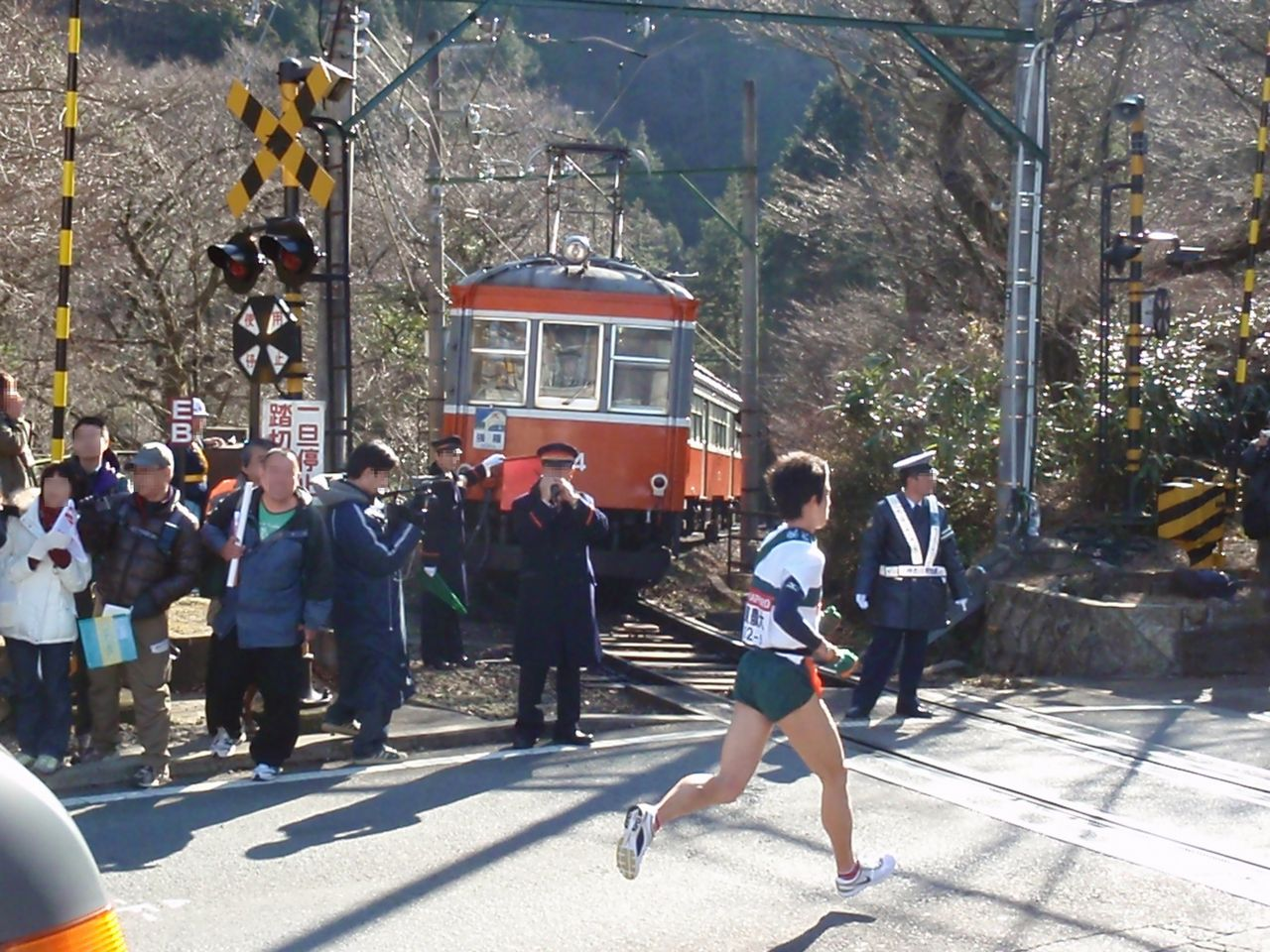
箱根駅伝5区山上りに挑む東京農業大学の選手

- 農大と國學院大學の体育系団体は、同じ渋谷常磐松にキャンパスを設置していた経緯から、戦前より「農國戦（國學サイドでは國農戦）」と呼ばれる対抗戦を実施していた。農大が世田谷に移転してからも対抗戦を実施している。
- 空手部は、関東学生空手道連盟に所属し、1992年には全日本大学空手道選手権大会で優勝している。
- 硬式野球部は、各キャンパスに設置されているが、東京（世田谷・厚木キャンパス）と北海道（オホーツクキャンパス）で全く別の組織となっている。前者は、東京農業大学硬式野球部（略称：東京農大）として東都大学野球連盟に、後者は東京農業大学北海道オホーツク硬式野球部（略称：東京農大オホーツク/東京農大北海道）として北海道学生野球連盟にそれぞれ所属しており、プロ野球ドラフト会議でも区別されている。
- 少林寺拳法部は、1960年10月に結成された少林寺拳法同好会を前身とし、設立では東海大学、慶應義塾大学に次いで3番目の歴史がある。また、1962年12月13日に同好会から部に昇格をしており、関東の大学一歴史のある少林寺拳法「部」となっている。
- 相撲部は、第14代時津風（豊山勝男）が農大出身という関係から、時津風部屋と関係が深く、卒業後角界入りする者はほとんどが時津風部屋に入門している。現に、時津風部屋の16代時津風（時津海正博）をはじめ、正代直也、豊山亮太は農大卒業生である。2018年の報道によると、インターネット上で東京農業大学が「時津風付属大学」と表現されているほどである[9]。
- 馬術部は、世田谷キャンパスが日本中央競馬会馬事公苑に隣接していることから、練習場所として馬事公苑を使用している。
- 陸上競技部は、東京箱根間往復大学駅伝競走（箱根駅伝）に第2回より出場しており、1974年の第50回大会では3年生エース服部誠が2区で激走し往路優勝、1977年の第53回大会では往路復路ともに2位で総合準優勝をしている。また、女子は、1989年の全日本大学女子駅伝対校選手権大会で初出場準優勝という成績を収め、1992年には優勝をしている。
- ボクシング部は、ボクシング学生界の強豪でインカレ2008年度過去5回の優勝2連覇中である。
- 社交ダンス研究部は、東部日本学生競技ダンス連盟において1部リーグに所属している。2013年度の冬の全日戦ではフォーメーションの部で準優勝という快挙を成し遂げた。常盤松会館の中にフロアがあり練習環境がよい。また卒業後もプロとして活躍する選手も多く輩出している。
- ラグビー部は、リーグ戦グループに所属し、1990年には1部リーグに在籍し、2015年時点では3部リーグに在籍する。

## 大学祭『収穫祭』

### 収穫祭
東京農業大学の大学祭は「収穫祭」と呼ばれており、毎年、文化の日（11月3日）あたりに行われる。当校の一大名物となっており、例年15万人以上が来場する。キャンパスごとに独立して開催されており、2019年の場合、世田谷キャンパスでは「創立128年収穫祭」、厚木キャンパスでは「第20回収穫祭」、オホーツクキャンパスでは「第31回収穫祭」として開催されている。
収穫祭では、野菜の無料配布をはじめ、利き酒大会、鮭の掴み取りなどの農大ならではのイベントが開催されている。
屋外での模擬店では部活・サークルや研究室が飲食物や収穫した生鮮食品、植物を販売しており、農学系大学の大学祭らしい出店内容となっている。

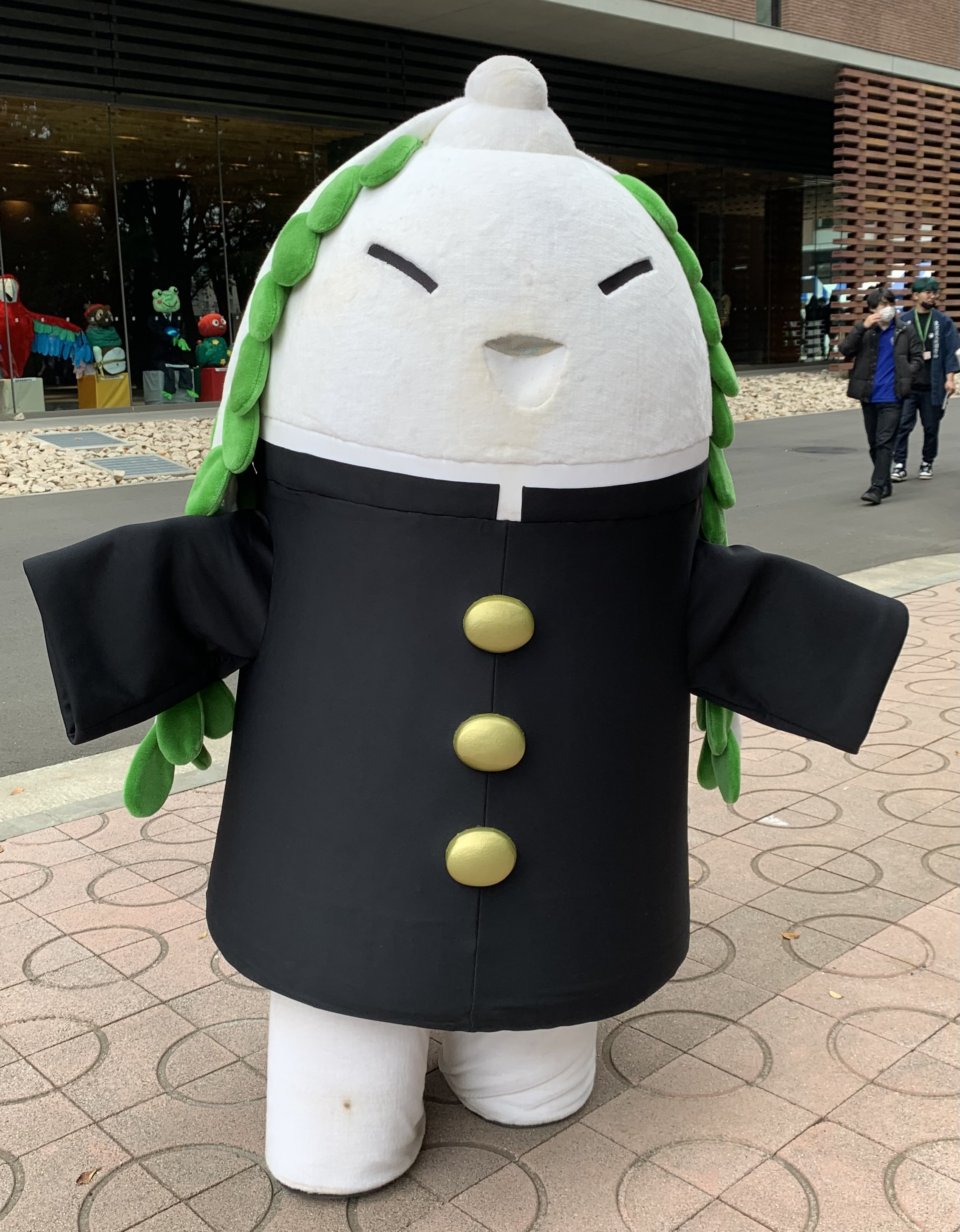
収穫祭マスコット『大魂（だいこん）くん』

収穫祭の運営は、「収穫祭実行本部」「宣伝隊本部」「ステージ企画本部」「文化学術展本部」「模擬店本部」「体育祭本部」の計6本部で運営されており、「収穫祭実行本部」「ステージ企画本部」は農友会総務部、「宣伝隊本部」は全學應援團、「文化学術展本部」「模擬店本部」は農友会文化団体連合会、「体育祭本部」は農友会体育団体連合会がそれぞれ担当している。また、本部に準じる団体として「収穫祭環境対策委員会」があり本部と同じく運営に携わっている。
各本部は各学科ごとに構成されている「学科統一本部」と活動を共にする。

## 大学関係者と組織

### 大学関係者組織
農友会
東京農業大学の全教職員と学生によって組織される団体。1893年に第1期卒業生の同窓会として誕生したことに始まり、現在は、総務部、文化団体連合会、体育団体連合会の3団体が中心となって、活動を行っている。
校友会
東京農業大学の全卒業生によって組織される団体。卒業生の立場から母校である東京農業大学の発展に寄与することを目的としている。
畜友会
畜産学科の全教職員と学生によって組織される親睦団体。講習会、研修会や研究会の実施や、機関紙「ふじみの」の発刊を行っている。
心友会
バイオセラピー学科の全教職員と学生によって組織される親睦団体。2006年結成。
バイオサイエンス学科同窓会
バイオサイエンス学科設立10周年を記念し発足した同窓会である。
醸友会
旧醸造学科および醸造科学科同窓組織であり、醸造科学科の全教職員と在学生によって組織される親睦団体。1953年結成。新入生歓迎会、講演会、会誌『醸友会誌』の発行（ホームページ掲載）を行っている。
農栄会
旧栄養学科および栄養科学科同窓組織。
林友会
森林総合科学科の全教職員と学生によって組織される親睦団体。
林学同窓会
旧林学科および森林総合科学科同窓組織。1960年結成。
農工会
生産環境工学科の全教職員と学生によって組織される親睦団体。講演会、スポーツ大会などを行っている。
緑友会
旧緑地学科、旧造園学科および造園科学科の同窓組織。
拓友会
旧農業拓殖学科および国際農業開発学科同窓会組織であり、国際農業開発学科の全教職員と在学生によって組織される親睦団体。1966年11月結成。
農経会
食料環境経済学科の全教職員と学生によって組織される親睦団体。1938年、前身の農業経済学科初代学科長我妻東策教授の発案で結成された。新入生歓迎会、講演会、初代学長墓参会、会誌「農経會誌」の発行を行っている。また、年2回、世田谷キャンパス周辺を、地域住民とともに、ゴミ拾いなどの社会奉仕活動も行っている。
東京農業大学生活協同組合
1907年に消費組合として設立された。教職員・学生の組合員によって組織され、購買部、食堂、プレイガイド、書籍販売等を行っている。
教育後援会
東京農業大学・東京農業大学短期大学部の全学生の保証人で構成される団体。

## 施設

### キャンパス

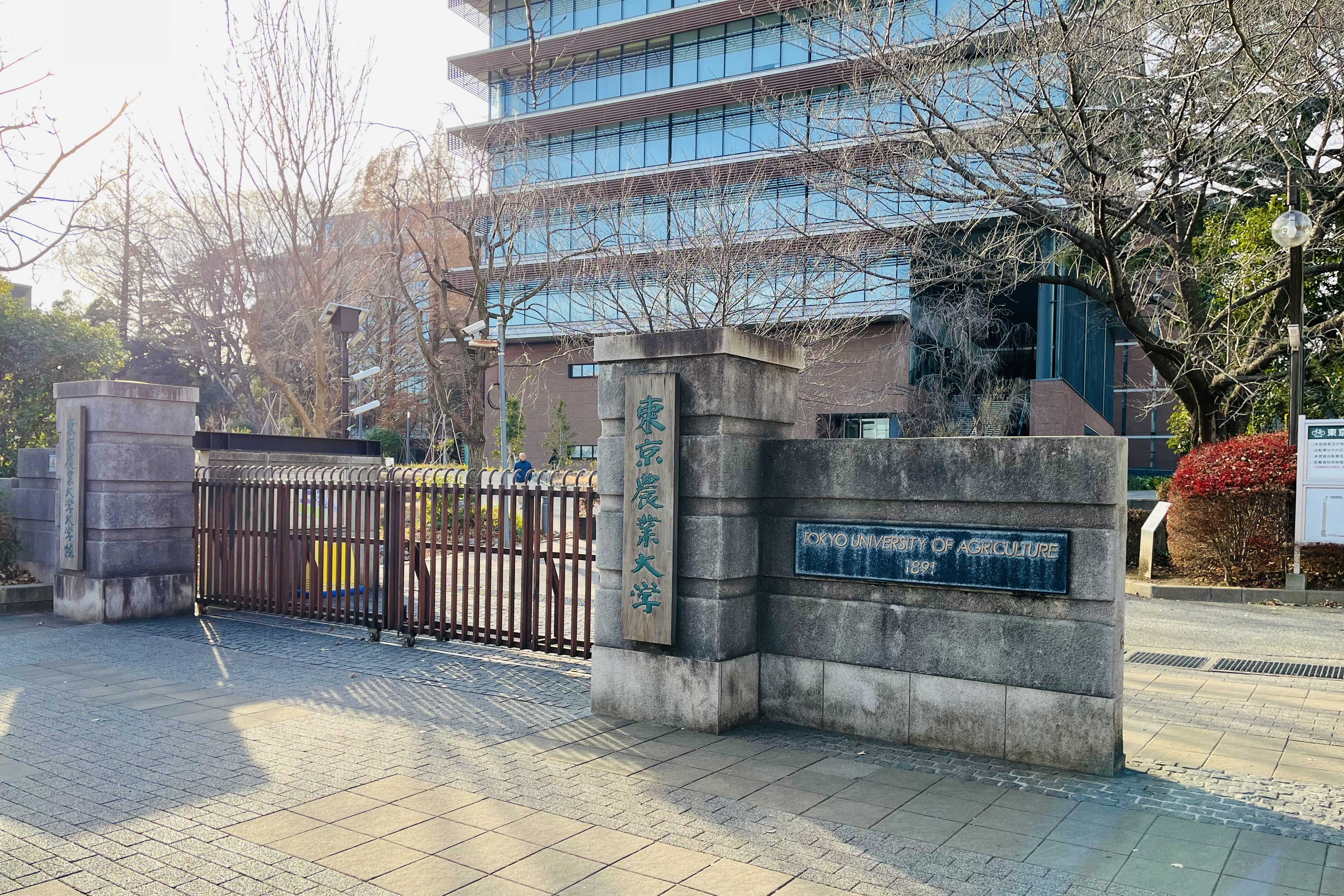
世田谷キャンパス

#### 世田谷キャンパス
- 学部

応用生物科学部、生命科学部、地域環境科学部、国際食料情報学部
- 使用研究科

応用生物科学研究科農芸化学専攻、醸造学専攻、食品安全健康学専攻、食品栄養学専攻、生命科学研究科バイオサイエンス専攻、分子生命化学専攻、分子微生物学専攻、地域環境科学研究科林学専攻、農業工学専攻、造園学専攻、地域創成科学専攻、国際食料農業科学研究科国際農業開発学専攻、農業経済学専攻、国際アグリビジネス学専攻、国際食農科学専攻
- 交通

小田急小田原線経堂駅より徒歩15分。
小田急小田原線千歳船橋駅・祖師ヶ谷大蔵駅より東急バス利用、農大成人学校前または農大前下車。
小田急小田原線成城学園前駅より東急バスまたは小田急バス利用、農大前下車。
東急田園都市線用賀駅より東急バス利用、農大成人学校前または農大前下車。
渋谷駅より東急バスまたは小田急バス利用、農大前下車。
- キャンパス概要

旧大日本帝国陸軍機甲整備学校跡地に1946年開設された。面積145,000m2。1989年のオホーツクキャンパス設置までの間、農大唯一のキャンパスであり、全学部学科が本キャンパスに設置されていた。
世田谷通りに面した正門の門柱は、機甲整備学校時代から使われているものであり、「陸軍」と彫られた境界石も現存している。
キャンパス内には、世田谷区指定の保存樹木が多数存在しており、緑が豊富である。
2020年教育研究環境の再整備の一環として、研究機能を集約した新研究棟であるNODAI Science Portが竣工した。
- キャンパス内の施設

- 農大アカデミアセンター

大学本部、図書館、キャリアセンター、コンピュータセンター、学生サービスセンター、入試センター、国際協力センター、横井講堂
- 1号館

講義室、コンピューター演習室、ヘルプカウンター、学生掲示板
- 農大サイエンスポート（NODAI Science Port）

4学部15学科87研究室が集う教育研究施設、学部事務室
- 国際センター

サザコーヒー東京農業大学店、農大アンテナショップ、榎本ホール、校友会本部など
- 7号館

森林関係実験室
- 11号館

教職・学術情報課程
- 12号館

食品加工技術センター
- 14号館

学芸員博物館実習室
- 15号館

総合研究所、実験室
- 16号館

健康増進センター
- 17号館

百周年記念講堂、カフェテリアグリーン、レストランすずしろ
- 18号館

実験室、製図室
- 中庭（経堂の森）

テラス、研究室用農場
- 中庭（農大の森）

テラス、豊受大神宮、駐車場
- 「食と農」の博物館

博物館、バイオリウム
- エコテク・ゾーン

グリーンハウス、農業リサーチセンター、リサイクルセンター
- 常磐松会館本館

各部部室、統一本部会室、東京農業大学生活協同組合、ゆうちょ銀行本店東京農業大学世田谷校舎内出張所
- 常磐松会館道場

剣道、少林寺拳法、空手、合気道、柔道、フェンシング、卓球、ボクシング、ボディービル・パワーリフティング、レスリング道場練習場
- 常磐松学生会館

各サークル会室
- 桜丘アリーナ（体育館）

トレーニングルーム
- 野球場
- グラウンド
- 弓道場
- 土俵
- テニスコート
- ホッケー場
- 学生寮（桜丘寮、若草寮、青雲寮、育英寮）・合宿所（農友会剣道部、野球部、相撲部、ボクシング部、レスリング部）
- グリーンアカデミーホール

成人学校
- 三井住友銀行経堂支店東京農業大学出張所

#### 厚木キャンパス
- 学部 - 農学部
- 使用研究科 - 農学研究科農学専攻、動物科学専攻、生物資源開発学専攻、デザイン農学専攻
- 交通
  - 神奈川中央交通「東京農業大学」下車、または小田急小田原線本厚木駅より徒歩30分。
- キャンパス概要

1960年に設置された厚木中央農場を母体として、1998年、厚木キャンパスとして整備された。面積約176,000m2。農場にキャンパスを設置したため、キャンパス内には、農場や温室、動物舎が数多く設置されている。
施設
- 本部棟
- 研究棟 - 農学科、動物科学科、生物資源開発学科、デザイン農学科
- 講義棟
- 第2講義棟
- 実験実習棟
- 野菜圃場
- 茶畑
- 農業生産分野温室
- 資源生物分野温室
- 生産環境分野温室
- 園芸生産学分野温室
- 園芸制御学分野温室
- 人間植物関係学分野温室
- 植物資源学温室
- 花卉温室
- 野菜温室
- 蔬菜温室
- 植物園温室
- デザイン農学科温室
- 薬用資源学研究室標本園
- 家畜衛生学研究室

家畜診療所
- 野生動物学動物舎
- 実験学動物舎
- 生き物連携センター（旧バイオセラピーセンター）
- 体育館
- 学生会館
- 旧研究センター
- 旧食品加工技術センター

#### 北海道オホーツクキャンパス
- 学部 - 生物産業学部
- 使用研究科 - 生物産業学研究科
- 交通 - 網走バス「東京農大」下車。
- キャンパス概要

1989年に生物産業学部専用キャンパスとして開設された。キャンパス面積340,000m2、農場面積400,000m2。
- キャンパス内の施設

- 1号館

学部本部棟
- 2号館研究講義棟

生物生産学科、食品香粧学科
- 3号館

第1食堂
- 4号館

学術情報センター
- 5号館第1研究実験棟

生物生産学科、食品香粧学科、地域産業経営学科
- 6号館

体育館
- 7号館

第2食堂
- 8号館

講義実験棟
- 9号館

食品加工技術センター
- 11号館第2研究実験棟

アクアバイオ学科
- 大講義室
- 温室
- 作物調整室
- 家畜飼育舎
- オホーツク学生会館
- 陸上競技場
- テニスコート
- 野球場
- 野球部室内練習場
- 駐車場
- 雨水調整池

### 学生食堂
世田谷キャンパス
17号館内の「カフェテリアグリーン」、17・18号館内の「レストランすずしろ」、食と農の博物館内の「カフェ・プチ・ラディッシュ」、グリーナカデミーホール内の「グリーン・アカデミー・ホール・レストラン」の4つがあり、いずれも学生・教職員以外の一般人の利用も可能となっている。また、常磐松会館内には東京農業大学生活協同組合の店舗があり、テイクアウト専用の「一番飯」と、スパゲッティ・カレー専門店の「アミ」がある。
厚木キャンパス
本部棟内に「レストランけやき」がある。
北海道オホーツクキャンパス
3号館内の「レストラン・ジャングルポケット」（第一食堂）と、7号館内の「レストラン・クリオネ」（第二食堂）の2店舗がある。

### 講堂
世田谷キャンパス
17号館内に「百周年記念講堂」、アカデミアセンターに「横井講堂」、「桜丘アリーナ」の3つの講堂がある。
百周年記念講堂は全学的な講義をはじめ各種講演会などに使われ、横井講堂は各種講演会に、桜丘アリーナは入学式や学位授与式（卒業式）などの式典に使われている。
厚木キャンパス
体育館が、学位授与式（卒業式）などの式典の際、講堂として使用される。
北海道オホーツクキャンパス
6号館体育館が、入学式や学位授与式（卒業式）などの式典の際、講堂として使用される。

### 学生会館
世田谷キャンパス
学生会館として、「常磐松会館」「常磐松会館別館」「常磐松学生会館」の3棟ある。
従来、「常磐松会館」と「常磐松会館別館」の2棟が学生会館として利用され、会館がサークルの部室として、別館が同好会の部室として利用されてきた。別館の老朽化が著しいことから、2008年に「常磐松学生会館」が建設され、同好会の部室が学生会館に移転した。また、常磐松会館には、東京農業大学生活協同組合の店舗が入っており、学生・教職員以外の一般人の利用も可能となっている。
厚木キャンパス
学生会館が1棟ある。
北海道オホーツクキャンパス
学生会館が1棟ある。

### 寮
世田谷キャンパス
キャンパスに隣接して、桜丘寮、若草寮、青雲寮、育英寮の4つが設置されている。また、農友会の野球部、相撲部、ボクシング部、レスリング部、剣道部の各部は、キャンパスの外れに合宿所を持っている。一般に学内と思われているが、夜は閉門され学外とされている。

### 農場
農業に関する専門的な教育・研究を行っているため、日本各地に農場を設置して実習や研究を実施している。
伊勢原農場（神奈川県伊勢原市）
2011年開設。園芸作物の野菜・果樹・花卉・造園・農業機械の各部門で実習教育と試験・研究をおこなっている。農学部管轄。
棚沢圃場（神奈川県厚木市）
伊勢原農場の一部として水田を中心とした圃場で工芸作物に関する試験・研究をおこなっている。農学部管轄。
植物園（神奈川県厚木市）
厚木キャンパスに併置。農学部管轄。
富士農場（静岡県富士宮市・富士箱根伊豆国立公園内）
1941年開設。畜産関係施設。農学部管轄。
宮古亜熱帯農場（沖縄県宮古島市）
熱帯・亜熱帯農業教育研究用農場。国際食料情報学部管轄。
網走寒冷地農場（北海道網走市）
1982年開設。寒冷地畑作大規模農場。生物産業学部管轄。
奥多摩演習林（東京都西多摩郡奥多摩町・秩父多摩甲斐国立公園内）
1978年開設。林学、林産学実習教育・試験研究農場。地域環境科学部管轄。
群馬分収林（群馬県妙義町）
前橋営林局と契約を結び約77haの山林を利用。林学、林産学実習教育・試験研究農場。地域環境科学部管轄。

### 「食と農」の博物館
「食と農」の博物館は、世田谷キャンパスと日本中央競馬会馬事公苑の間に設置されている博物館である。
農大各学科の研究の紹介をはじめ、農大卒業蔵元の地酒の紹介などを行っている。また、隣接するバイオリウムでは、熱帯動植物を見ることができる。
建物は隈研吾の設計。1階・2階は博物館、3階・4階は財団法人進化生物学研究所となっている。

### 図書館
世田谷学術情報センター
世田谷キャンパス内に設置されている図書館。江戸・明治時代の農書や、明治・大正時代と昭和初期の卒業論文の電子化、農学書籍や標本類を数多く収集することを目標としており、農業関係者および農学者の間では標本数や貴重な文献が揃っていることで評価が高い。また、日本農学図書館協議会事務局は、世田谷学術情報センター内に設置されている。
厚木学術情報センター（農学部図書館）
厚木キャンパス内に設置されている図書館。厚木市相互利用システムにより、厚木市立図書館の貸出も行っている。
オホーツク学術情報センター
オホーツクキャンパス内に設置されている図書館。

## 対外関係

### 国内

#### 他大学との協定
- 日本私立大学連盟
- 世田谷6大学コンソーシアム（東京農業大学、東京都市大学、成城大学、駒澤大学、昭和女子大学、国士舘大学）
- 全国私立大学FD連携フォーラム
- 東京海洋大学との包括的協定
- 大阪大学大学院工学研究院との包括的協定
- 北海道大学水産学部、大学院水産科学院・研究院との包括的協定
- 國學院大学との包括的協定
- 青山学院大学との包括的協定
- 昭和大学との包括的協定
- 香川大学との包括的協定
- 佐賀大学との包括的協定
- 北見工業大学との包括的協定
- 麻布大学との包括的協定

など

#### 組合との協定
- 世田谷目黒農業協同組合（JA世田谷目黒）
- 上伊那農業協同組合（JA上伊那）
- 上伊那森林組合（JF上伊那）
- 花巻農業協同組合（JAいわて花巻）
- 信州うえだ農業協同組合（JA信州うえだ）
- 菊池地域農業協同組合（JA菊池）
- オホーツク網走農業協同組合（JAオホーツク網走）
- 網走漁業協同組合
- 西網走漁業協同組合
- ふくしま未来農業協同組合（JAふくしま未来）
- 全国農業協同組合連合会（JA全農）
- 厚木市農業協同組合（JAあつぎ）
- 東京都農業協同組合中央会（JA東京中央会）
- あわじ島農業協同組合（JAあわじ島）
- 太地町漁業協同組合
- 太地水産共同組合
- ふらの農業協同組合（JAふらの）
- 全国森林組合連合会

#### 研究機関との協定
- 独立行政法人国際協力機構
- 大学共同利用機関法人情報・システム研究機構
- 国立遺伝学研究所
- 特定非営利活動法人環境修復保全機構
- 国立研究開発法人農業・食品産業技術総合研究機構
- 独立行政法人製品評価技術基盤機構（NITE）

#### 姉妹校
- 東京情報大学

### 海外

#### 姉妹校
世界各地にある農業大学を中心に18の大学と姉妹校協定を結んでいる。
- ミシガン州立大学（アメリカ合衆国）
- ブリティッシュコロンビア大学（カナダ）
- チャピンゴ自治大学（メキシコ）
- 中国農業大学（中華人民共和国）
- 国立中興大学（台湾）
- 慶北大学校（大韓民国）
- モンゴル国立農業大学（モンゴル国）
- ハノイ農業大学（ベトナム）
- カセサート大学（タイ王国）
- マレーシアプトラ大学（マレーシア）
- ボゴール農科大学（インドネシア）
- フィリピン大学ロスバニオス校（フィリピン）
- ヘブライ大学（イスラエル）
- サンパウロ大学（ブラジル）
- ラモリーナ国立農業大学（ペルー）
- ウクライナ国立農業大学（ウクライナ）
- 農業グランゼコール・コンソーシアム・ボーベ・ラサール・ポリテクニーク学院（フランス）
- ワーヘニンゲン大学（オランダ王国）
- ソコイネ農業大学（タンザニア連合共和国）

## 社会との関わり

### 国際交流
- 2001年11月、農大創立110周年を記念し「食と農と環境を考える世界学生サミット」を開催した。「世界学生サミット」は、食・農・環境を学ぶ世界各国の学生を集め、2日間にわたり議論を行うものであり、以後毎年11月 - 12月の2日間、世田谷キャンパスにて開催されている。
- 農大大学院農学研究科及び農大総合研究所は、インドネシアのボゴール農科大学、ウダヤナ大学、ベトナムのハノイ農業大学、ペルーのラモリーナ国立農業大学と共に、当該国での農業発展等を目的とする共同研究プロジェクトを実施している。

### ベンチャー
大学発の学生ベンチャー企業を設立している。株式会社メルカード東京農大、株式会社東京農大バイオインダストリー、株式会社じょうえつ東京農大の3社がある。
メルカード東京農大
2004年4月6日に設立。「農大市場」というサイトを通じ、食材の通信販売を行っている。
東京農大バイオインダストリー
2004年4月に設立。エミューという鳥を使用した加工製品の生産・販売を行っている。
じょうえつ東京農大
2008年4月1日に設立。新潟県上越市での本格的な有機農場経営を目的としている。

### 産学官連携
- 2006年1月、農大とロイヤルホールディングスは産学連携を決定し、同年5月から産学協同プロジェクトを行っている。2006年12月5日には咀嚼力の改善と30種類の素材を使ったメニューを共同開発の成果として、ロイヤルホスト全店で発売を開始したほか、ロイヤルホストから出た生ごみを農大の技術指導により堆肥化し、その堆肥を使って栽培された野菜をロイヤルホストが利用するという取り組みも行っている。また、2007年からは「東京農大クッキングサミット」が、農大・ロイヤル共催で行われており、学生が料理を提案、クッキングするというコンテストが開催されている。また、クッキングサミットで「ロイヤルホスト賞」を受賞した料理作品は、ロイヤルホストのメニューとして商品化される。
- 2006年3月14日より日本全国で発売が開始されたカゴメの植物性乳酸菌飲料「植物性乳酸菌 ラブレ」は、応用生物科学部生物応用化学科微生物学研究室岡田早苗教授の指導の下で開発された。
- 生物産業学部とサッポロビール北海道本社は、2008年11月から網走寒冷地農場においてホップの共同栽培を開始したほか、2009年1月23日にはビール原料の栽培法についての研究等を行うとする包括連携協定を締結した。
- 横浜銀行と2018年10月29日に包括連携協定を結んだ[10]。
- 福島第一原子力発電所事故の被害を受けた福島県浪江町と、農業復興などに協力する包括連携協定を2019年1月31日に締結[11]。
- ディー・エヌ・エー（DeNA）と包括連携協定を2020年に締結[12]。
- 全国農業協同組合中央会（JA中央会）と2021年10月4日に包括連携協定を締結[13]。

### 科学
応用生物科学部バイオサイエンス学科動物発生工学研究室教授河野友宏らは、2004年4月、世界で初めて卵子だけで哺乳類（マウス）を発生（単為発生）させることに成功したことを科学雑誌『ネイチャー』に発表した。2007年8月、河野らは『ネイチャーバイオテクノロジー』電子版にて、40%以上の高い確率で子マウスを単為発生させることが可能と発表した。なお、二母性マウスの場合、精子由来の遺伝子が関与していないことから、性染色体はXXとなり、誕生をするマウスは、全て雌となる。これまでに哺乳類で単為発生が不可能とされてきた理由は、ゲノムインプリンティングによる遺伝子発現制御の機構が深く関わっている。

### スポーツ
かつて東京農業大学は埼玉県さいたま市桜区に運動場を設置していた。同運動場は大学内での使用率があまり高くなかったことから、Jリーグが発足した際に浦和レッドダイヤモンズが練習会場として使用することになった。その後、利用率の低さから練習場を移転することとなった。その際、地主との契約で次の賃借人を東京農業大学は探さなければならない状況にあった。一方、同時期にJリーグの理念に基づく複合スポーツ施設の建設を計画していた浦和レッドダイヤモンズは、東京農業大学が運動場を撤退することを知り、以前から練習場として使用していた経緯もあって、同所における賃借権の譲渡を希望。2004年には契約が妥結、同運動場を所有していた地元の地主から浦和レッドダイヤモンズがその用地を借り上げて、レッズランドとして整備されるようになった。

### テレビドラマ
2007年7月から9月までフジテレビ系列にて放送された『牛に願いを Love&Farm』（関西テレビ企画制作）の農作業に従事というシチュエーションは、国際食料情報学部食料環境経済学科2年必修科目『フィールド研修I』を参照している。なお、ドラマでは、様々な学科に属する学生が集まって3ヶ月間、北海道に研修へ行った。実際は、ゼミナールごとに北海道、山形県、長野県などに出向いて1週間、農家の家に宿泊をしながら農作業に従事する。また、ドラマの家畜管理方法に関する監修は、農学部畜産学科教授祐森誠司が行っている。

### 漫画・テレビアニメ
- 石川雅之原作の『もやしもん』の舞台である「某農大」は、実学重視の点や沖縄などに実習農場があることから、農大のことと連想する読者が多い。事実、石川の担当編集者の自宅の近所に本学があることから、取材などで訪れている。ちなみに石川がかつて住んでいた場所の近くには大阪府立大学農学部（現・生命環境科学部）があった。また、醸造学科准教授に友人がいることもあり、著作にあたり、情報を得ることもある。農大生協には石川のサインが掲げられてはいるほか、2008年度には特別講義が開講されたものの、漫画はフィクションであることから、直接的な関係はない。なお、アニメ化に際して、実写を使用したオープニング映像にて撮影協力をしたのは、農大ではなく、東京都府中市にある東京農工大学府中キャンパス（農学部）であり、実写ドラマ版『もやしもん』のロケで使用されているのも茨城大学農学部となっており、農大は使われていない。
- 宇仁田ゆみ作の『酒ラボ』は、農業大学の発酵醸造学研究室を舞台としており、農大が日本で唯一の醸造学科を有している大学であることから、農大を連想する読者が多い。しかし、これも『もやしもん』同様、フィクションであることから、直接的な関係はない。

## 併設校
- 東京情報大学
- 東京農業大学第一高等学校・中等部
- 東京農業大学第二高等学校
- 東京農業大学第三高等学校・附属中学校
- 東京農業大学稲花小学校[14]